# Talgo (tren)
Se conoce como Talgo (®) a un tipo de material remolcado ferroviario para el transporte de viajeros concebido para alcanzar altas velocidades con seguridad y excepcionales condiciones de accesibilidad y comodidad. La primera versión comercial se construyó entre 1947 y 1949 por iniciativa de la empresa española Patentes Talgo.
Se suele asociar el Talgo al ingeniero militar Alejandro Goicoechea Omar (1895-1984), pues fue él quien concibió los dos prototipos que antecedieron a la primera versión que entró en servicio -el Talgo II- y, sobre todo, convenció al arquitecto y empresario José Luis de Oriol y Urigüen (1877-1972) para que invirtiera en un proyecto destinado a modernizar los trenes de viajeros en un momento en que el automóvil y el avión estaban dejando al ferrocarril sin viajeros y en un país con una red férrea en precarias condiciones por la guerra civil. También fue Goicoechea quien bautizó el tren con el acrónimo de «Tren Articulado Ligero Goicoechea Omar», nombre que no fue necesario cambiar tras la creación de Patentes Talgo en 1942, pues el acrónimo también podía leerse "Tren Articulado Ligero Goicoechea Oriol".
Dos años después de la creación de Patentes Talgo, Goicoechea abandona definitivamente el proyecto, por lo que no tuvo ninguna intervención en la construcción del primer Talgo que entró en servicio, construido de 1947 a 1949 en EE. UU. bajo patente española.  El responsable técnico de los sucesivos modelos Talgo que han rodado en las tres décadas decisivas de Talgo (1960-1990) fue el ingeniero industrial Ángel Torán Tomás (1925-1999), autor de las patentes relacionadas con la reversabilidad (los primeros modelos eran unidireccionales, no podían dar marcha atrás, lo que complicaba inmensamente las maniobras en las estaciones) y segregabilidad de los coches (1964), el sistema de cambio automático de ancho de vía (1968) o el Talgo pendular (1980).

## Características
Las composiciones Talgo se caracterizan principalmente por tener un sistema de rodadura completamente diferente al de los coches de trenes convencionales. Esto les confiere una serie de ventajas, pero a cambio, solo se pueden construir convoyes fijos, cuyas cajas solo se pueden acoplar y desacoplar en un complejo procedimiento en taller.[1]
Desde el inicio de los ferrocarriles, los coches se hicieron con dos ejes, uno en cada extremo. Esto obligaba a que los ejes estuviesen muy cerca el uno del otro, ya que si estuvieran más separados, era difícil mantener las ruedas encarriladas en las curvas, por lo que los coches debían ser cortos. Para solucionar esto se unieron los ejes por pares en carretones giratorios denominados bojes, que permitían a los coches tener mucha mayor longitud colocando un boje en cada extremo en lugar de un eje.
La solución original de Talgo consistió en fabricar los coches más cortos y situar los rodales independientes (sin ejes) entre cada uno de ellos, uniendo los rodales consecutivos mediante un juego de barras formando triángulos. Al entrar en una curva, el movimiento de giro se transmite por las barras haciendo que las ruedas se sitúen de forma mecánica paralelamente al raíl en cada punto. La necesidad de alinear las ruedas obliga a usar un sistema de guiado para el primer rodal. Así, las locomotoras tenían unos topes especiales: rígidos en las series 350 y 352 y precomprimidos en la 353. En cambio, las composiciones Talgo 4 son independientes de la locomotora que las arrastra, ya que el guiado de rodales se consigue con unas barras de guiado asistido en el segundo rodal que guían al primero al tomar la curva. Así, la pestaña de la primera rueda solo ataca al raíl durante el tiempo que tarde en entrar en la curva el segundo rodal, 13 metros por detrás.
Esta situación perpendicular de las ruedas aumenta la estabilidad y evita la posibilidad de que su pestaña ataque directamente al raíl, reduciendo el roce y la agresión a la vía. La no necesidad de bojes permite hacer cajas de una altura inferior, por lo que el centro de gravedad se sitúa más cerca de la vía, aumentando aún más la estabilidad. Además, la menor sección hace al tren más ligero, lo que posibilita alcanzar mayor velocidad con la misma potencia de la locomotora. Esta característica fue acrecentada mediante el empleo en su construcción de aleaciones ligeras. Por último, la especial disposición de los rodales independientes permite que sea más sencilla la aplicación de tecnologías como la rodadura desplazable o la suspensión pendular.

## Historia
Patentes Talgo se creó en 1942 y en los años siguientes se construyeron los prototipos Talgo 0 y Talgo I, cuyo comportamiento en las vías animó a la empresa a plantearse la construcción de un modelo comercial. En plena postguerra europea, la mejor posibilidad de éxito era asociarse con una compañía estadounidense y Patentes Talgo logró cerrar en 1945 un acuerdo con American Car and Foundry Company [2]. Tras varios desencuentros entre Goicoechea y Oriol en 1944, Goicoechea fue destituido como director de Patentes Talgo, ocupando su puesto el ingeniero del ICAI Jaime McVeigh, a quien la documentación de American Car & Foundry atribuye el anteproyecto del Talgo II. Una vez puesto en marcha el proyecto, McVeigh coordinaba los distintos frentes y viajaba continuamente a España. Al equipo de ingenieros estadounidenses se incorporaron dos jóvenes ingenieros españoles que se encontraban especializándose en EE. UU.: el ingeniero del ICAI Francisco Fernández de Heredia (1922-2011) se encargó de implementar el sistema eléctrico de la locomotora que se iba a adaptar como tracción de los coche Talgo, y el ingeniero industrial Ángel Torán Tomás se ocupó de la construcción y verificación de las estructuras, es decir, del diseño de la caja y el sistema de rodadura del nuevo tren. [3]

## Talgo 0

Ilustración del principio "Talgo".

Estaba compuesto por tan solo la cadena de rodadura, formada por triángulos y rodales, para probar el funcionamiento del sistema. Parece ser que la idea surgió al ver a un empleado de un parque infantil guardar los triciclos montando la rueda delantera de cada uno de ellos en el eje del precedente.

## Talgo I
Fue diseñado antes de la aportación de capital del financiero José Luis Oriol. Estaba formado por un automotor fabricado en 1942 por los talleres Hijos de Juan Garay, en Oñate (Guipúzcoa) y los de la Compañía MZA de Atocha. Su principal finalidad era la de demostrar el funcionamiento del nuevo sistema de rodadura inventado por Goicoechea. Disponía de 200 caballos de potencia proporcionados por un motor diésel Ganz (serie 202 Norte, 9.210 Renfe), y alcanzó en pruebas los 135 km/h. Tenía un curioso diseño, con el extremo imitando la cabeza de un tiburón.
Después de 3000 km de pruebas, esta composición de siete coches fue destruida el 5 de febrero de 1944 en un incendio mientras se encontraba guardada en un local cerrado, con acceso restringido, en Cerro Negro. Las circunstancias de dicho incendio nunca fueron aclaradas, pero se cree que los recelos ante un tren tan novedoso hicieron que algún fabricante, temeroso de su éxito, tratara de destruir su desarrollo de esta manera.

## Talgo II

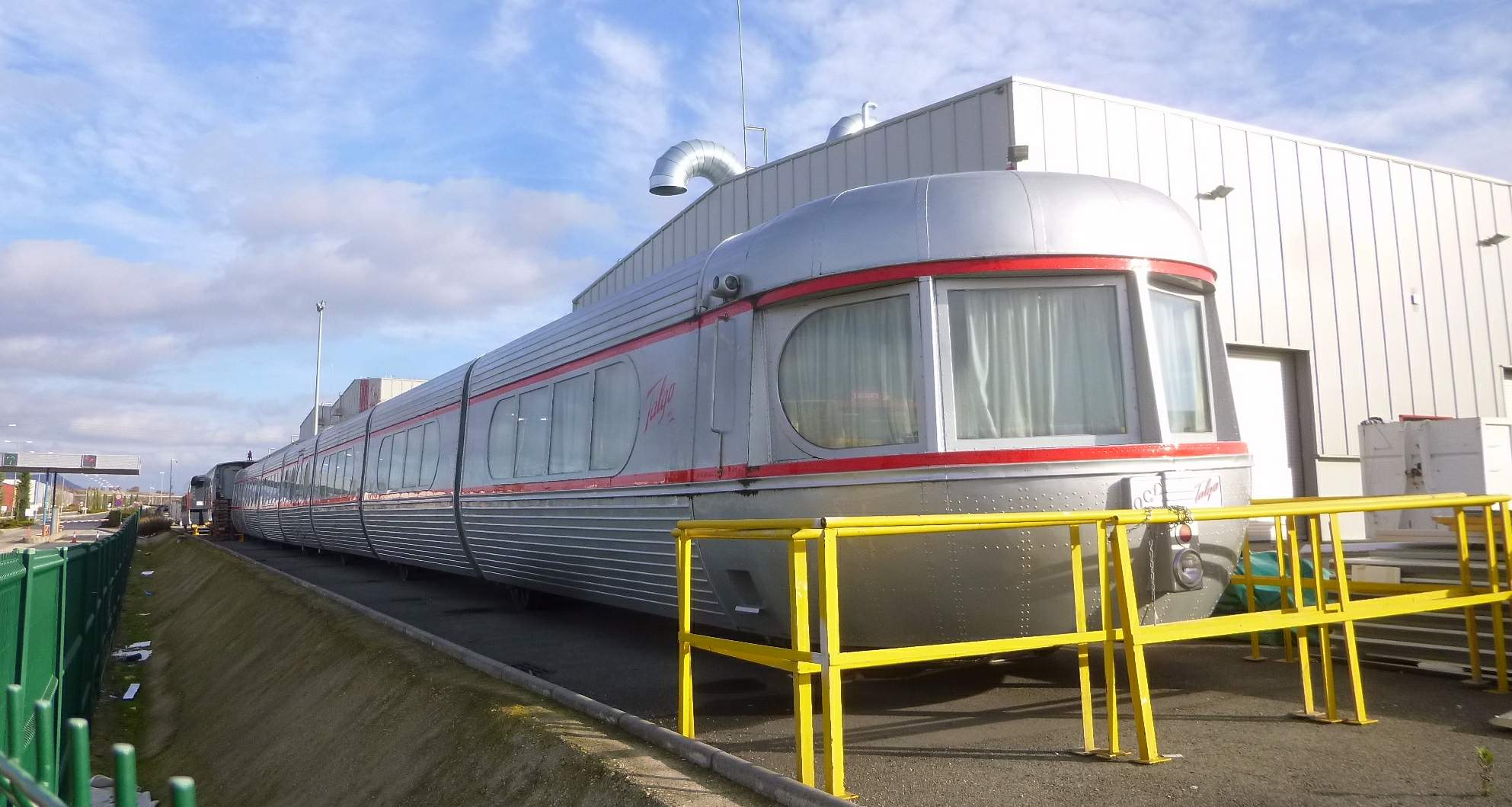
Coche Panorámico de la serie Talgo II.

Fue la primera serie encargada con la finalidad de prestar servicios regulares de pasajeros y se fabricó en Estados Unidos por la American Car and Foundry Company (ACF) debido al estado de la industria española tras la Guerra Civil. En diciembre de 1945 se firmó un acuerdo para la construcción de dos composiciones y tres locomotoras y, además, ACF construyó una tercera composición con 6 remolques llamado Talgo modelo 1949. Desde ese año y hasta 1954, circuló de forma promocional en el Lackawanna Railroad entre Nueva York y Chicago y en el Pennsylvania Railroad. El segundo prototipo, construido en 1959, fue vendido a España. 
Inició el servicio comercial el 2 de marzo de 1950 en la línea Madrid-Estación del Norte-Valladolid-Campo Grande. Con un aspecto exterior de estilo art decó y una velocidad máxima de 120 km/h, estaba basado en los vagones de los expresos norteamericanos de los años 1930-1950, con un vagón observatorio redondeado en el extremo final del tren y un rótulo luminoso, con el nombre «Talgo».
En total, ACF fabricó, bajo licencia Talgo, siete trenes en Estados Unidos: dos Talgo II para Renfe (1949), el Talgo modelo 1949 también para Renfe, el Talgo modelo 1955, el Jet Rocket para Rock Island (1956) y dos John Quincy Adams, uno para New Haven (1957) y otro para Maine (1958).
Fueron retirados del servicio el 15 de enero de 1972, con más de 8 millones de kilómetros recorridos por composición. Parte de las dos composiciones, junto a sus locomotoras titulares, se conservan en los museos del Ferrocarril de Madrid y de Villanueva y Geltrú (Barcelona).

## Talgo III

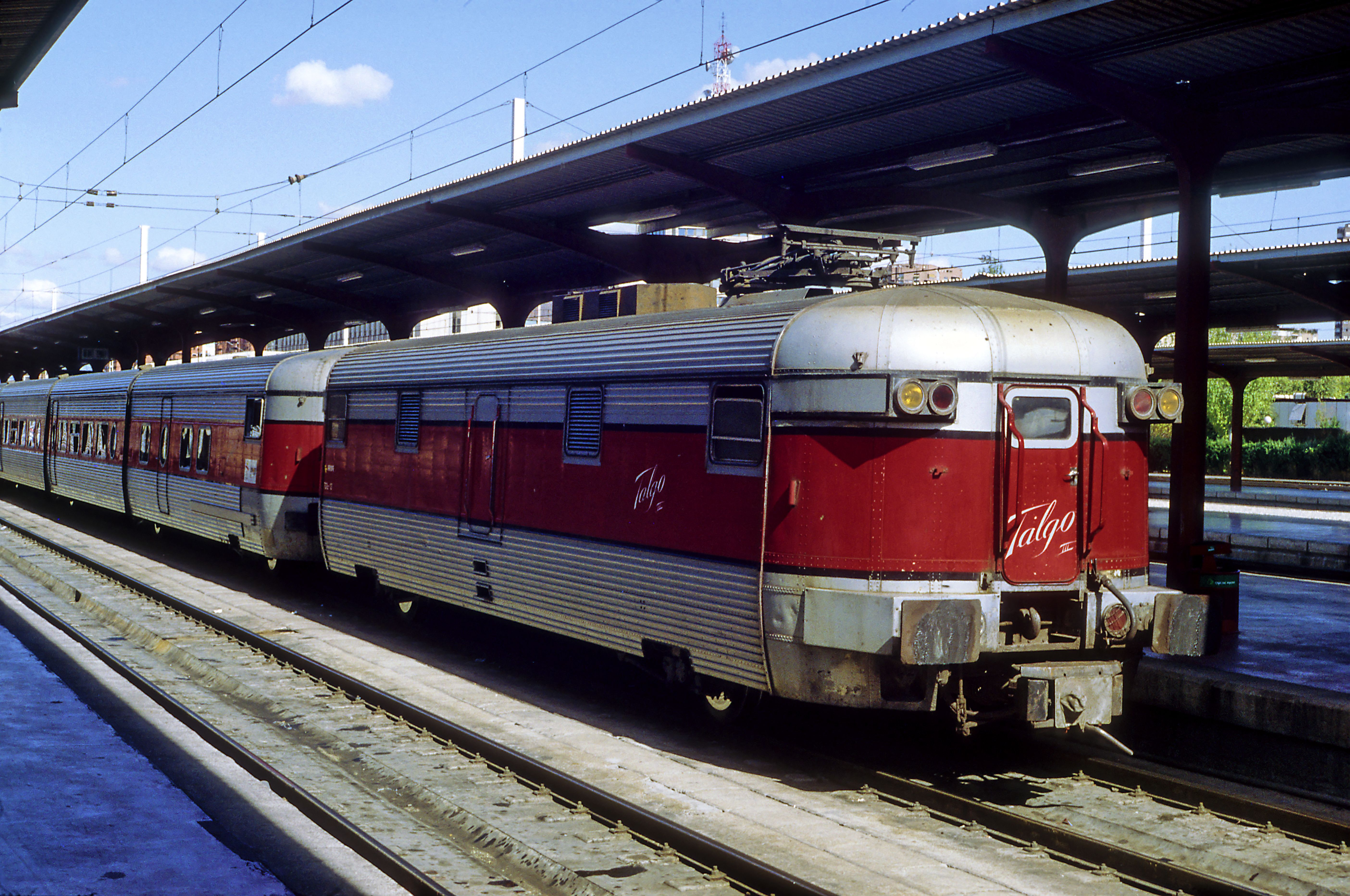
Tren de la serie Talgo III con un «manso».

Circularon entre 1964 y 2010 con un diseño innovador en rojo y aluminio visto. Comenzó operando las líneas de mayor calidad, con un precio por pasaje muy superior al del resto de trenes, ya que se pagaba lo que se llamaba un «suplemento de velocidad». Posteriormente ha circulado en una gran cantidad de líneas de larga distancia, tanto nacionales como internacionales —Talgo III RD—.
La serie estaba formada por composiciones y «mansos», unos furgones generadores, cuya función era la de servir de nexo de unión entre locomotoras de cualquier tipo y la composición, sin necesidad de que las locomotoras dispusieran de topes especiales. Además, los Talgo III eran bidireccionales y no unidireccionales, como los Talgo II, con un ángulo negativo de ataque a la vía, gracias al ángulo de ataque neutro de sus rodales. 
A unos coches Talgo III con algunas modificaciones se les incorporó un sistema que permitía —pasando por un cambiador de ancho especialmente habilitado— cambiar el ancho de ibérico a ancho internacional y viceversa en muy poco tiempo. Los coches dotados de este sistema recibieron el nombre de Talgo III RD. Esta tecnología permitió en 1968 la circulación del primer tren directo entre Madrid y París en pruebas, iniciando en 1969 su servicio comercial regular entre Barcelona y Ginebra, servicio conocido como Catalán Talgo. Fue el único tren español que perteneció al selecto grupo europeo de trenes Trans Europ Express. En 1974 se inauguró otro servicio que combinaba el sistema RD con nuevos coches camas —Talgo III RD Camas—, denominado Barcelona Talgo, que unía cada noche Barcelona y París en ambos sentidos.
Las composiciones Talgo III RD tenían algunas diferencias respecto a los Talgo III. No necesitaban los «mansos» para el guiado del primer rodal; cualquier locomotora podía hacerlo directamente si se regulaba adecuadamente la presión de sus topes. Tanto Renfe como SNCF lo hicieron con las locomotoras destinadas a prestar servicio remolcándolos. Además, al ser las composiciones RD más largas, habitualmente de 12 a 16 coches en los RD diurnos y de 16 a 20 coches los RD nocturnos, fue necesario colocar dos coches generadores en ambos extremos. Las composiciones Talgo III solo los llevaban en uno de los extremos, ya que habitualmente tenían de 6 a 9 coches, aunque ocasionalmente fueran más largas.
La última composición convencional que circuló, hizo su último servicio el 26 de julio de 2009, mientras que la versión RD realizó su último servicio el 18 de diciembre de 2010.

## Talgo 4 o Talgo Pendular

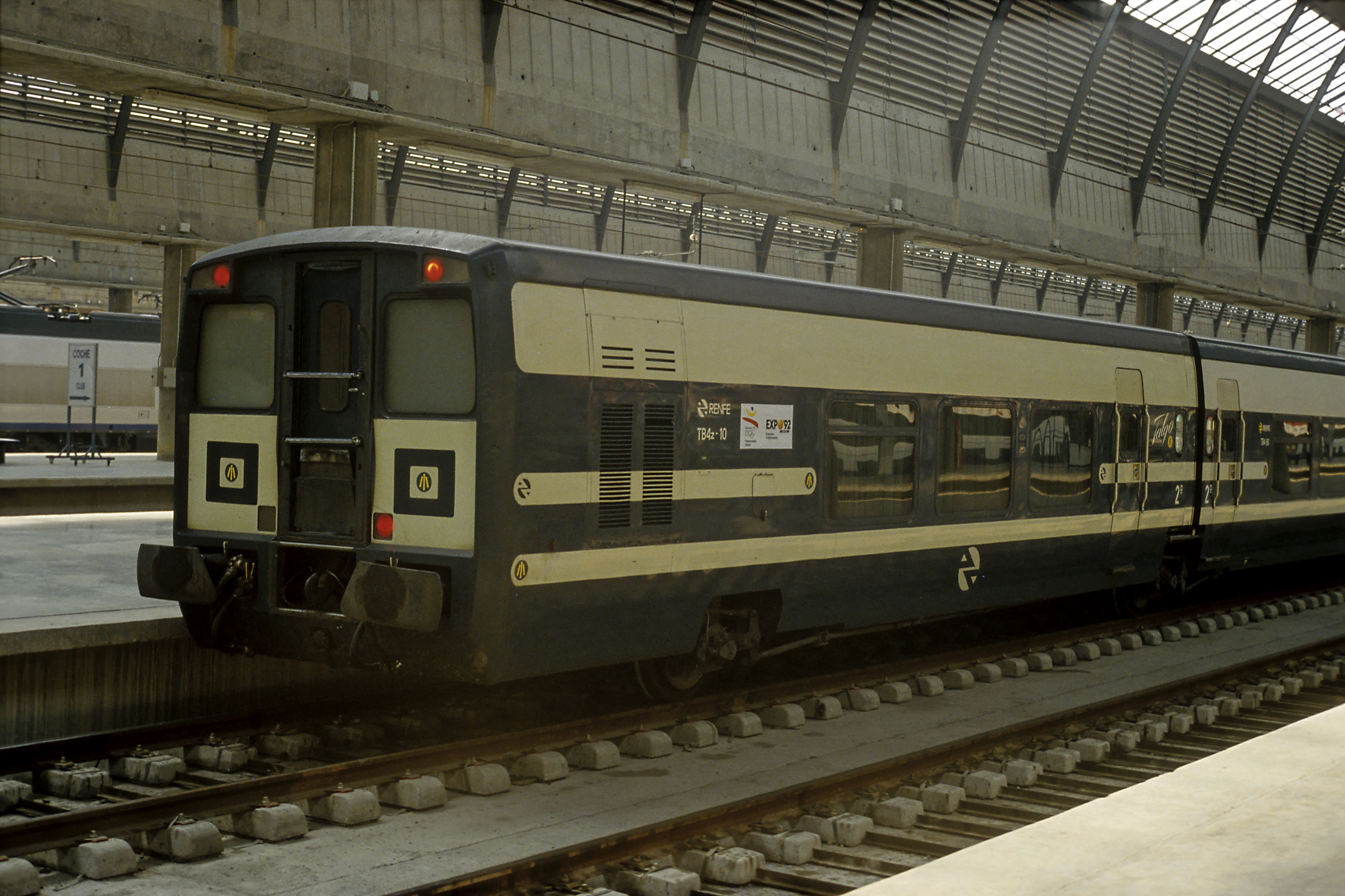
Extremo de un Talgo Pendular.

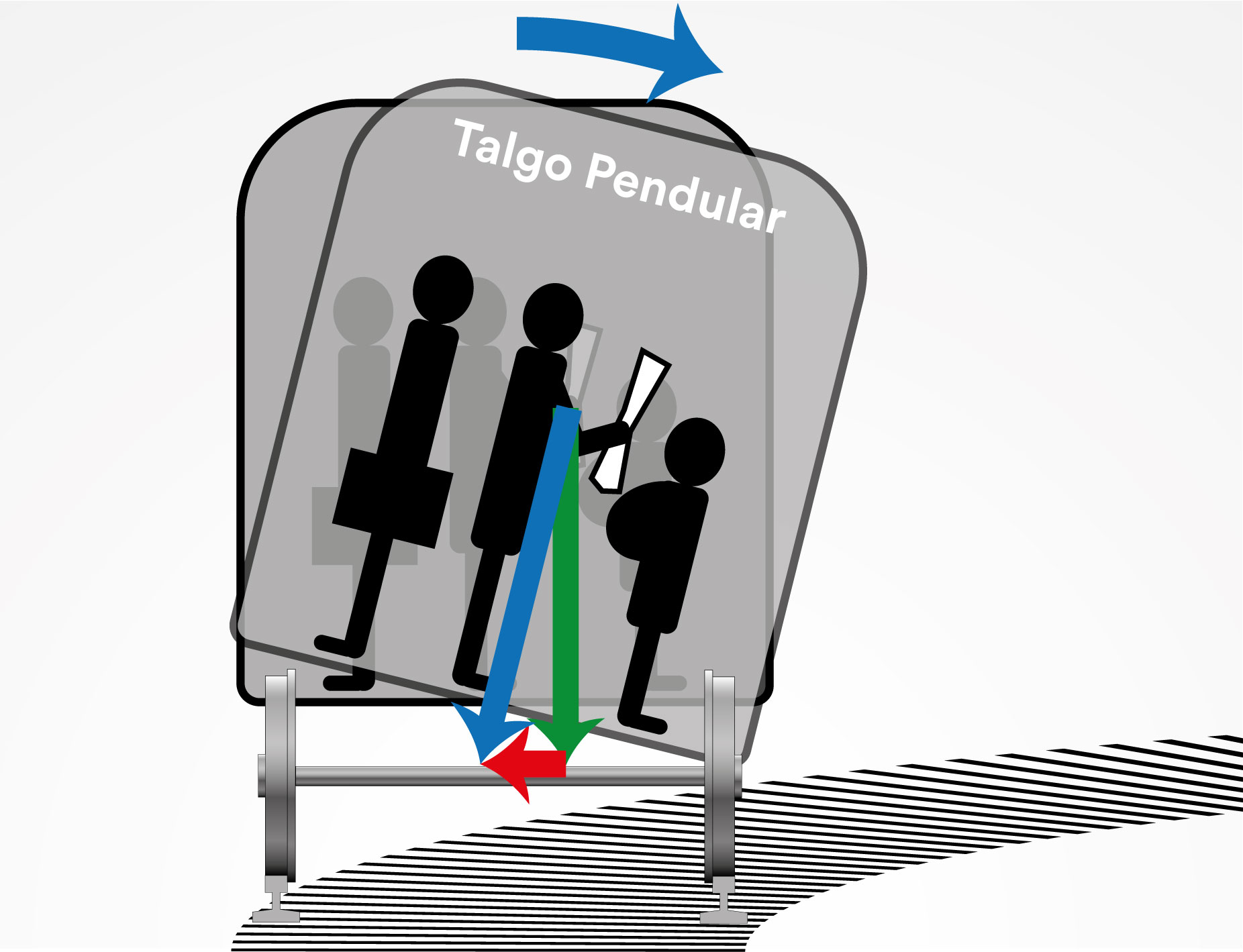
Principio funcional de la "inclinación" - verde: gravedad, rojo: fuerza centrífuga, azul: fuerza resultante

Se denominó Talgo Pendular a la serie 4 y, en ocasiones, a sus sucesoras, por el hecho de incorporar la tecnología de pendulación, puesto que los coches «colgaban» de la suspensión, mientras que otros trenes, como los Pendolinos, solían denominarse trenes basculantes, dado que «basculaban» sobre los bojes. 
Al igual que con el sistema RD, la pendulación fue probada primero en una composición prototipo que recorrió miles de kilómetros en solitario y acoplada a composiciones Talgo III durante la segunda mitad de los 1970. Esta composición, formada por 4 coches Talgo III, permitió establecer no solo la idoneidad del sistema, sino el equilibrio entre confort y prestaciones en su funcionamiento.
La tecnología de pendulación de los Talgo consistía en que la suspensión secundaria se elevaba por encima del centro de masas del tren con los balones de presión de la suspensión neumática en el techo; así, los coches quedaban suspendidos de los amortiguadores como un péndulo. Cuando el tren tomaba una curva, la parte inferior se desplazaba hacia el exterior de la curva. Las cajas se inclinaban en las curvas por la fuerza centrífuga, sin posibilidad de error y sin consumo de energía. Pero, como toda suspensión tiende a poner de nuevo a la caja en posición horizontal, existía un sistema electro-neumático que impedía el paso de aire a la suspensión para que el coche se mantuviese inclinado. Esto permitía compensar mejor las aceleraciones laterales, con lo que se podían tomar las curvas a mayor velocidad manteniendo el confort de los pasajeros.
La principal ventaja de este sistema es que no requería apenas mantenimiento ni ningún tipo de motor o sistema que consuma energía. Solo se activa si la curva es de radio inferior a 1500 metros y la velocidad superior a 60 km/h. A partir de esa velocidad, se abre la comunicación entre las dos balonas de la suspensión secundaria, que es lo que permite que el tren se incline un máximo de 4,5 º; el sistema es Tipo B. Los otros sistemas de basculación exigen mecanismos, generalmente hidráulicos, que son los que físicamente inclinan la parte superior del tren hacia el interior de la curva. Este sistema, más caro de construir y de mantener, permite en cambio una inclinación mayor y un paso por curva también más rápido.
Al igual que se había hecho con los Talgo III RD, se eliminaron los mansos. Además no había necesidad de modificar los topes de las locomotoras porque las composiciones Talgo Pendular podían ser traccionadas con cualquier locomotora convencional. Este hecho simplificó mucho su explotación, pues hasta entonces habían necesitado ser remolcadas por locomotoras especiales. Para las composiciones cortas diurnas se instaló un furgón generador extremo, para las nocturnas, generalmente más largas, se solían utilizar dos coches generadores extremos y se incorporaron furgones extremos diésel que alimentaban las necesidades de electricidad de los servicios de los coches.
Además de la pendulación, las composiciones Talgo Pendular incorporaron la soldadura de aluminio de la carrocería utilizando técnicas provenientes de la aeronáutica. En los Talgo II, III y III RD las planchas exteriores de aluminio iban remachadas, dándoles un aspecto característico.
Las primeras composiciones comenzaron el servicio el 15 de julio de 1980, con una estética más moderna y menos rompedora que las serie III. Toda la serie estaba formada por composiciones de rodadura fija en ancho ibérico, con una velocidad máxima de 180 km/h. Han realizado servicios tanto diurnos como nocturnos con la denominación Talgo, Altaria, Trenhotel e Intercity, formando composiciones mixtas con remolques de la serie V y VI.
En mayo de 2021, Renfe retiró la totalidad de las composiciones tanto diurnas como nocturnas tras 41 años de servicio. Muchas de las composiciones se hallan hoy en día apartadas y en mal estado de conservación en la base de Talgo de Las Matas y los talleres de La Sagra, encontrándose muchos remolques desguazados.
En 2011 Argentina compró 4 formaciones para el servicio a Mar del Plata; fueron retiradas en 2012. Pero en 2022 volverán al servicio, esta vez con destino Rosario. La formación era de 9 coches cafetería, Turista y Preferente.

## Talgo 5

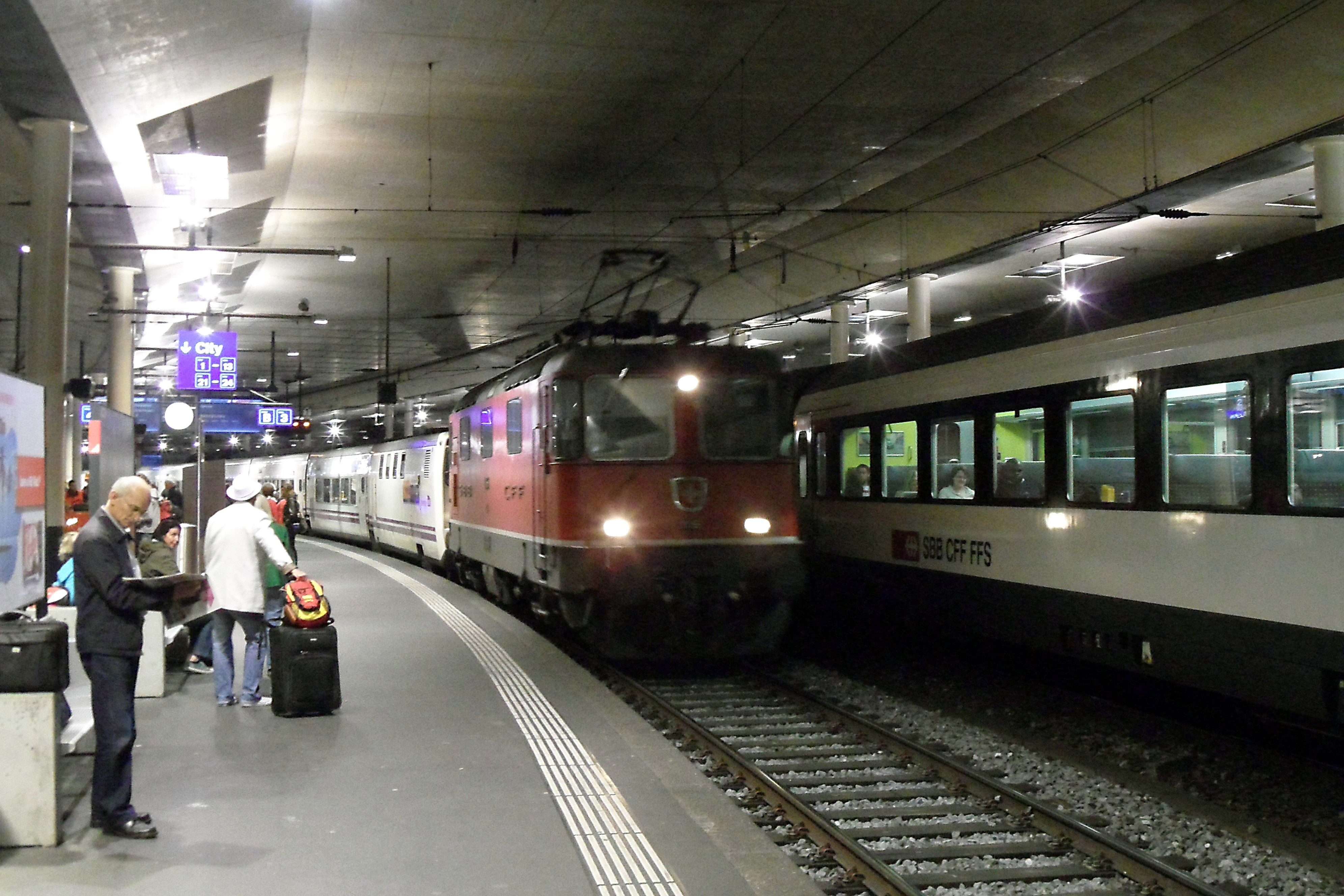
Talgo 5 entrando en la Estación de Berna (Suiza)

Fue una versión de la serie 4 dotada de rodadura desplazable y destinada a los servicios internacionales. El sistema RD era más caro y complejo de mantener que la rodadura fija convencional; los Talgo Pendulares nocturnos recibieron el nombre comercial de Trenhotel por parte de Renfe, tanto los que hacían recorridos internos en España como los internacionales. También han realizado servicios diurnos bajo la denominación Talgo o Altaria. En 2020 las ramas 5 existentes fueron apartadas del servicio para su posterior desguace, quedando únicamente ramas de la serie 6 para algunos servicios.

## Talgo 6 o Talgo 200

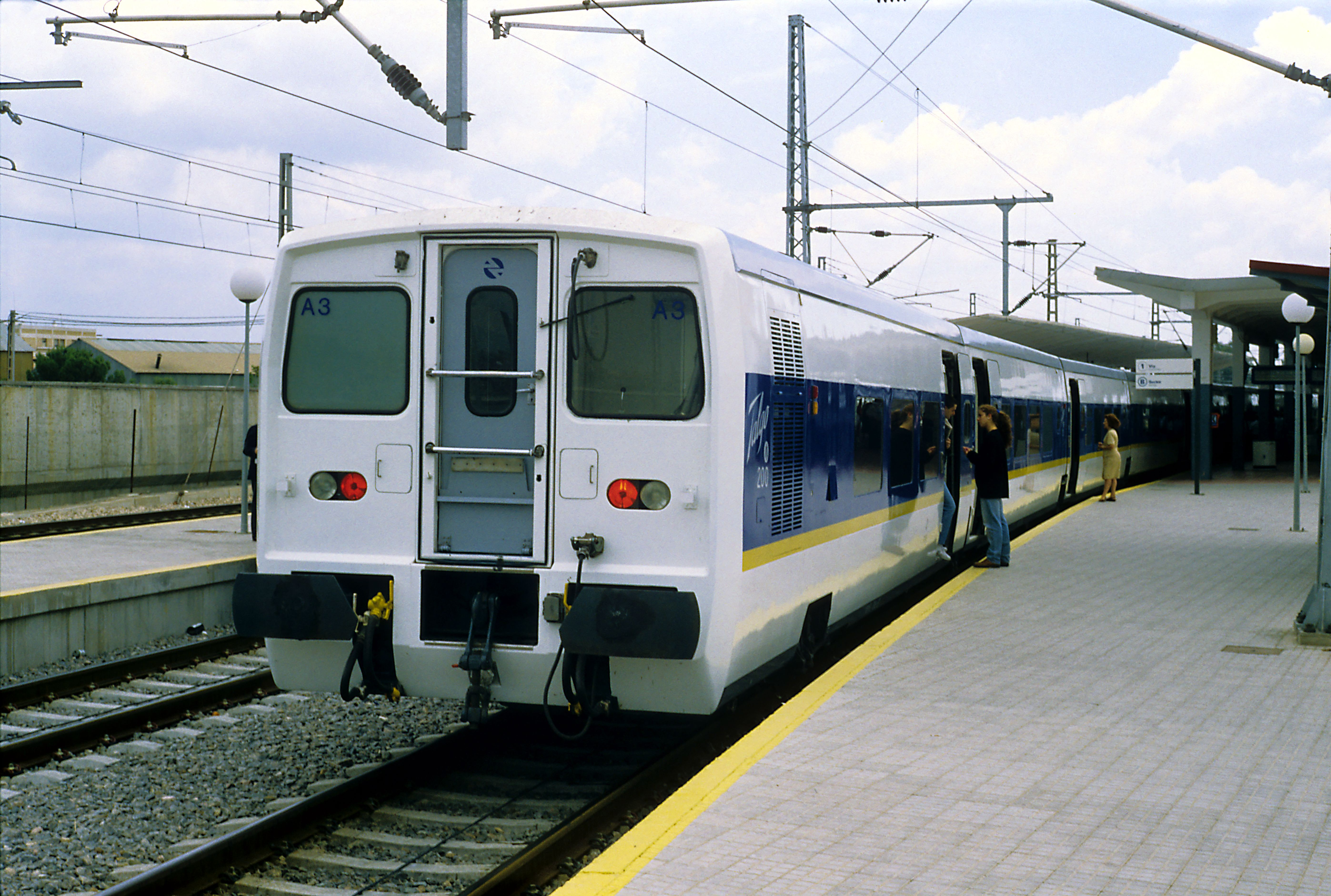
Tren Talgo 200.

La serie fue realizada como una mejora de la serie 5. Su origen está muy vinculado a la inauguración, en 1992, de la primera línea de alta velocidad en España, la Madrid-Sevilla. Al construir la línea en ancho internacional, se hizo necesario que trenes de ancho variable pudieran entrar en la línea, para aprovechar sus mayores prestaciones, y salir de ella cambiando de ancho para llegar a otros destinos fuera de ella. Empezaron a utilizarse el 28 de mayo de 1989 en la línea Barcelona-Berna y el 31 de mayo de 1993 en la línea Madrid-Málaga (utilizando la línea del AVE hasta Córdoba) con varias relaciones diarias. Otros trenes Talgo Pendulares nocturnos o Talgos III RD Camas también emplearon esta línea, cubriendo relaciones Barcelona-Sevilla o Barcelona-Málaga. Tras inaugurarse la línea AVE Madrid-Málaga, prestaronotros servicios como Talgo, Altaria y Trenhotel.  Otras composiciones de la serie 6 fueron exportadas a otros países, como Alemania, Estados Unidos o Kazajistán.
Estas composiciones se han utilizado para trayectos internacionales entre España y Francia, bajo la denominación de Elipsos Trenhotel, hasta su supresión en diciembre de 2013 debido a la entrada de la línea de Alta velocidad Barcelona-Figueres. Dichas composiciones se encuentran desguazadas o apartadas en mal estado de conservación. Otras muchas composiciones han sido retiradas al dejar de prestar servicio con la implantación de las series 130/730 y 120 de Alvia en la mayoría de trayectos. Actualmente algunas ramas permanecen en servicio realizando servicios "Intercity" desde Madrid a Almería y desde Barcelona a Valencia, Alicante Murcia y Cartagena. Con la llegada de los S107 se prevé la retirada definitiva de las ramas de la serie 6 en estos corredores mencionados.

## Talgo XXI (Talgo BT)

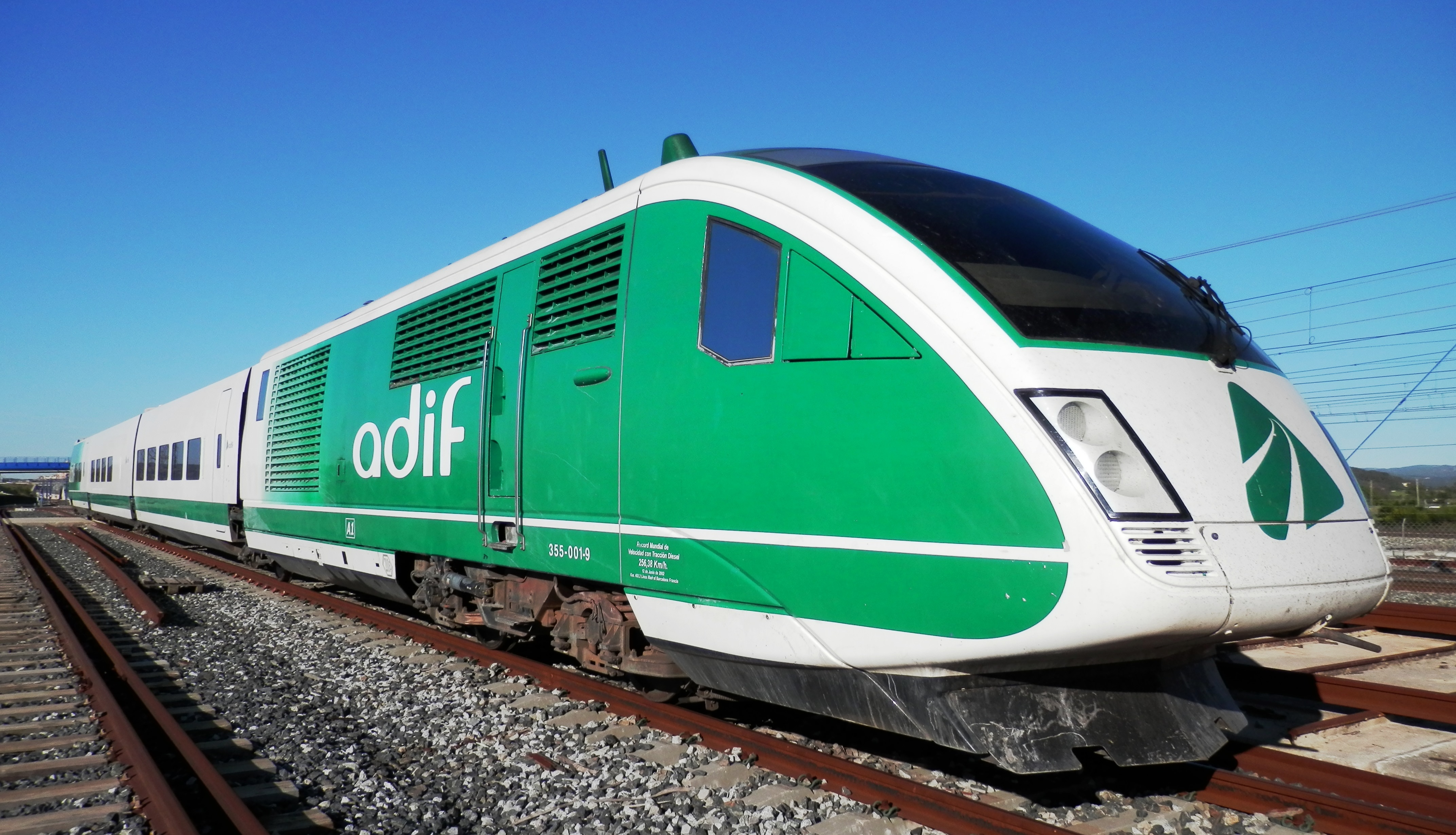
Talgo XXI, Talgo BT o Serie 355, BT.001 Virgen del Rocío, unidad que consiguió el récord mundial de velocidad con tracción diésel el 12 de junio de 2002

Talgo XXI, también conocido como Talgo BT en formación con una sola cabeza tractora, es un tren automotor diésel de alta velocidad y con bojes de ancho variable para poder circular por las vías de ancho UIC o estándar (1.435 mm) y por las de ancho ibérico (1.668 mm). Aunque la numeración de la serie corresponde a una locomotora diésel (3xx), en realidad es una unidad completa de tren con estructura pull-push: cabeza tractora, remolques intermedios y remolque-cabina.
El prototipo Talgo XXI es un tren Talgo completo, a diferencia de los trenes de la Serie 102 de Renfe o los de la Serie 130 de Renfe, cuyas cabezas motrices están parcialmente diseñadas y construidas por Bombardier. Mantiene todas las señas de identidad de Talgo: ligereza, pendulación natural, guiado de las ruedas y centro de gravedad bajo, con la novedad de incorporar bojes de rodadura desplazable, lo que le permite cambiar de ancho de vía tras pasar por cualquiera de los cambiadores de tecnología Talgo, sin necesidad de cambiar de locomotora y sin detenerse.
En enero de 1999, el Talgo XXI fue presentado durante la exposición sobre el sesquicentenario del ferrocarril, celebrado en la Estación de Francia de Barcelona. Estaba formado por una cabeza tractora fabricada en Alemania (la BT 1), cuatro coches Talgo de la serie VII (uno de clase Preferente, dos de Turista y Cafetería) y un furgón, y circuló por vez primera el 24 de febrero. Poco tiempo después, Krauss Maffei entregó el boje de rodadura desplazable, ya que el primero instalado era para ancho fijo. También fue visto circulando con cinco coches y furgón. En diciembre de 1999 se incorporó la segunda cabeza tractora (ésta fabricada en España: la BT 2). Las dos tractoras, junto con un número variable de coches Talgo VII (hasta siete: tres coches Preferente, otros tres de Turista y un coche Cafetería) formaron el Talgo XXI, que fue homologado al Tipo 220 C.
Tras el periodo de pruebas, y durante la presentación oficial del Talgo XXI (el 3 de abril de 2000), el GIF adjudicó (por 7,83 millones de €uros, con mantenimiento incluido durante 5 años) el suministro de dos composiciones (BT 1 y 2), resultado de la segregación del prototipo, y formadas por una cabeza tractora, dos coches Talgo de la serie VII (laboratorio con aseo y laboratorio de dos ejes) y un remolque con cabina, que fueron entregadas a finales de 2002. Las composiciones BT están homologadas al Tipo 200 B, aunque limitadas a 160 km/h si circulan empujando (push, con la tracción en cola).
El Talgo XXI, en configuración de dos cabezas tractoras y tres de los remolques definitivos, tiene el récord mundial de velocidad con tracción diésel, habiendo alcanzado los 256,38 km/h el 12 de junio de 2002 en el kilómetro 402,2 de la línea Madrid-Barcelona-Francia, entre Ballobar y Montagut.
Actualmente, ambos trenes son propiedad de Adif y se utilizan como Tren de Apoyo a la Explotación. También son trenes corporativos, sobre todo el BT 1, para viajes oficiales y visitas a las líneas en construcción. El BT 2 se emplea más para auscultación de catenaria y auscultación geométrica de vía, principalmente en las nuevas líneas de alta velocidad; en la actualidad tiene montado un pantógrafo auscultador y cámaras de seguimiento.

## Talgo 7

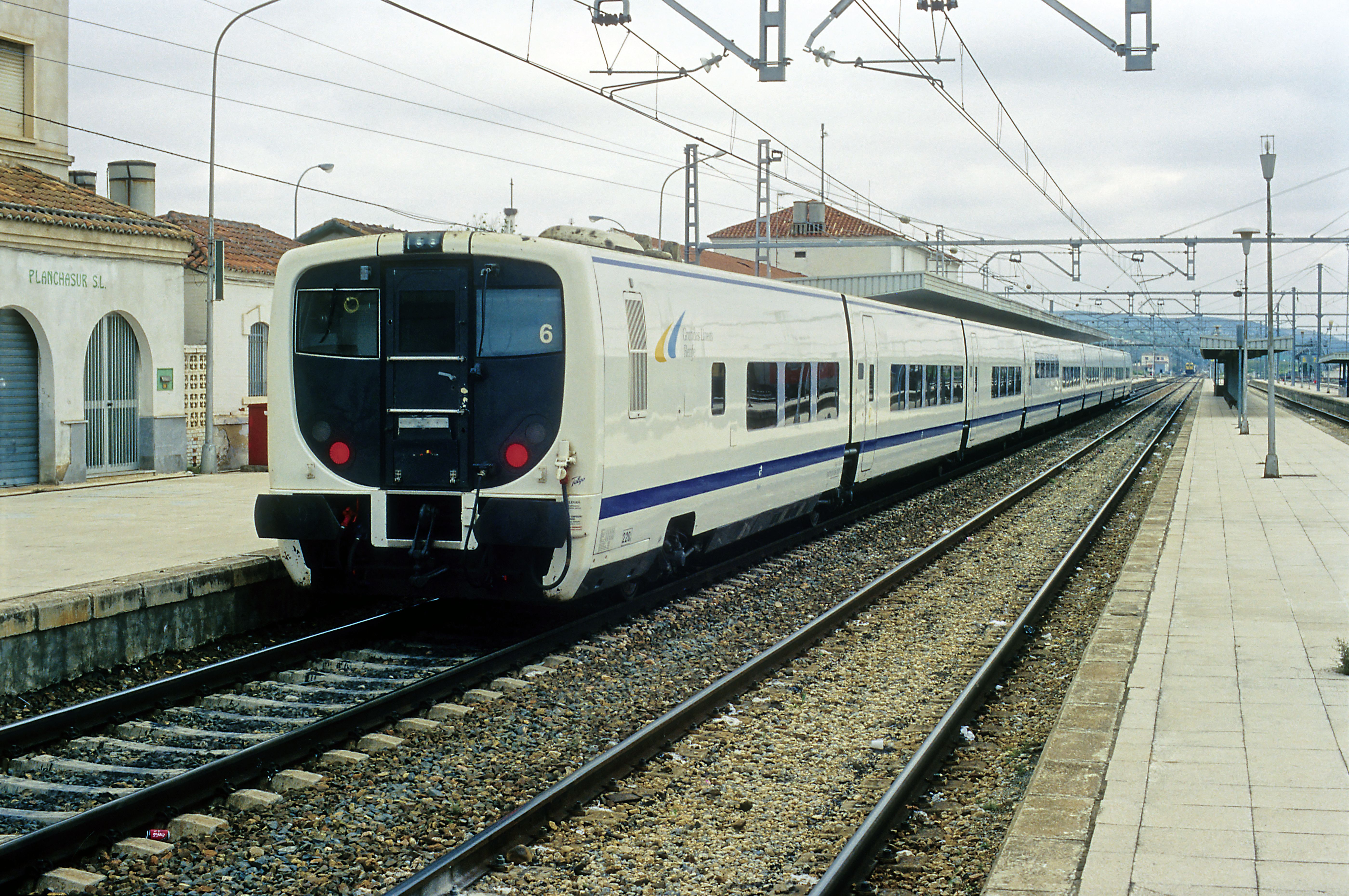
Tren Talgo 7.

Desarrollado a partir del prototipo Talgo XXI, en un principio se componía de composiciones simples de rodadura desplazable, con un diseño mejorado y adaptadas para circular a 250 km/h arrastradas por locomotoras, sin furgones generadores.
Dada la mayor velocidad a la que iban a circular, se presurizaron los coches Talgo 250, para evitar las ondas de presión en los túneles, y se aumentó la potencia de frenado. También se colocaron los generadores de aire acondicionado en la parte inferior de los coches y no en el lateral, lo que baja el centro de masas y aumenta el espacio interior.
Además de las composiciones diurnas, se fabricaron 10 composiciones nocturnas (Renfe Trenhotel) de 20 coches cada una, que se emplearon en las relaciones Barcelona-Cádiz, Barcelona-Málaga, Barcelona-Asturias, Barcelona-La Coruña y Barcelona-Vigo, ya extinguidas. Estas composiciones, a diferencia del resto, no disponen de literas ni de asientos turista, siendo las únicas acomodaciones disponibles los camarotes dobles no compartibles con extraños, o butacas reclinables hasta una posición completamente horizontal. Dichas composiciones se han aprovechado y se encuentran en proceso de transformación para la nueva Serie 107 de Renfe.

## Talgo 250
Talgo 250 es un modelo de tren automotor de alta velocidad. Está formado por una composición Talgo serie VII apta para circular a 250 km/h y dos cabezas tractoras. De este modelo se han fabricado actualmente tres series:
- Serie 130 de Renfe: Con dos cabezas tractoras de Bombardier, son trenes de ancho variable (ancho ibérico/ancho internacional) y bitensión (3 kVcc/25 kVca). La serie se compone de 45 unidades. Las 22 composiciones iniciales del Talgo 7 eran originalmente de 9 coches, después aumentadas a once y transformadas en las composiciones denominadas Talgo 250 Posteriormente se realizó un pedido de otras 5 composiciones, ya de 11 coches, a la vez que se adjudicaban las nuevas cabezas tractoras. Posteriormente se adjudicaron otros nuevos 17 trenes completos, los cuales fueron fabricados en parte por Renfe Integria, formando un total de 45 composiciones autopropulsadas de 2 cabezas tractoras y 11 coches intermedios. Al ser conectadas de forma fija a una locomotora en cada extremo, pasaron de ser composiciones remolcadas a material autopropulsado. Las tractoras también iban dotadas de cambio de ancho basado en la locomotora prototipo TRAVCA de Talgo. Este hecho eliminó la necesidad de cambiar la locomotora en los cambios de ancho, haciendo el proceso mucho más rápido. A partir de 2011, 15 composiciones de la serie 130 fueron transformadas posteriormente a la serie 730 mediante la sustitución de los remolques extremos por furgones que incorporan un motor diésel para poder circular por líneas no electrificadas.
- Serie 730 de Renfe: Es una variación de 15 unidades del modelo anterior, con generadores diésel que le convierten en un tren híbrido y le permite circular por vías de ancho estándar, ibérico o mixto sin electrificar. A día de hoy, este tren se utiliza para realizar servicios Alvia entre Madrid-Chamartín- Lugo y Ferrol, y desde Madrid Puerta de Atocha a Cartagena (temporalmente suspendido). Desde 2022 operan en la nueva LAV Madrid-Extremadura (Madrid-Cáceres, Mérida y Badajoz) ampliado a 2 frecuencias diarias por sentido en 2024 y en noviembre de 2024 operarán entre Madrid y Algeciras sustituyendo al actual Intercity y Almería (vía Granada) utilizando el nuevo cambiador de Ancho de Granada.
- Serie Afrosiyob de Uzbekistan Temir Yullari: Equipan cadena de tracción de Ingeteam, son trenes de ancho ruso (se equiparon bojes y rodales de ancho variable) y monotensión 25 kV CA. La serie se compone de 4 unidades, dos de 9 coches y las otras dos restantes de 11 coches. Recientemente se encargó la construcción de otras dos ramas más de 11 coches, que serán entregadas en 2022-2023, además de dos sets de 2 coches adicionales para añadirlos a las primeras dos ramas de 9 coches, haciendo que estas dispongan de un total de 11. Será una serie de 6 unidades, todas ellas de 11 coches.

## Talgo 350

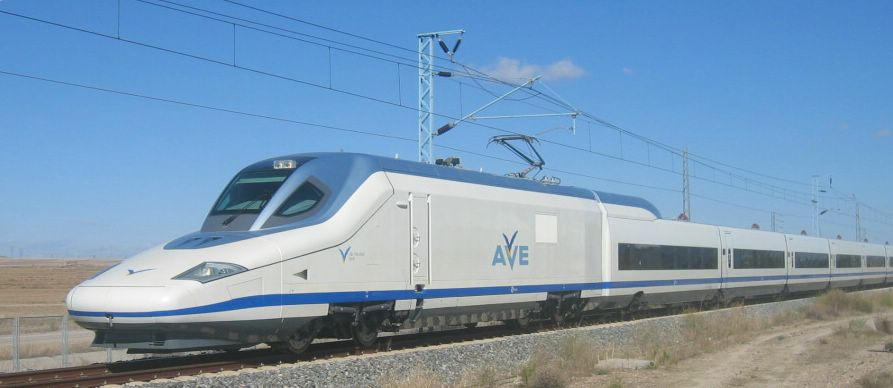
Talgo 350.

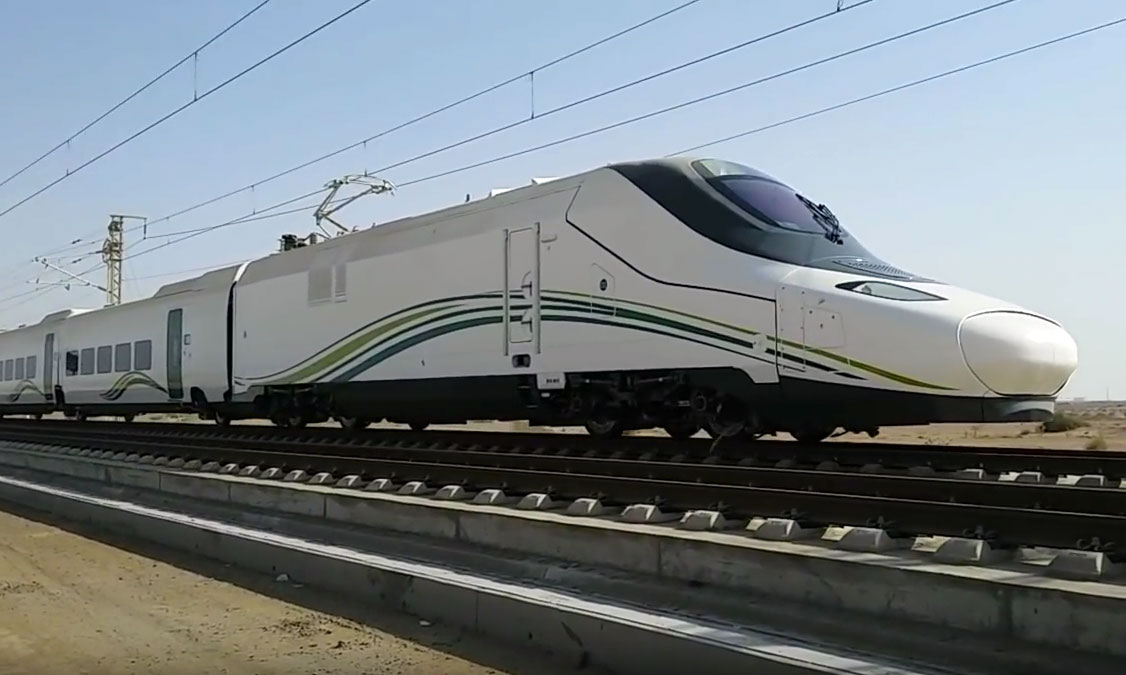
Talgo 350 Haramain para SRO (Arabia Saudí).

Son composiciones de alta velocidad diseñadas para alcanzar velocidades de 350 km/h en composición de automotor. Forman parte de los trenes AVE desarrollados por Talgo y Bombardier.
Cuando se convocó el concurso para dotar de trenes a la línea Madrid-Sevilla, Talgo no tenía ningún tren apto para circular a Alta Velocidad. Diseñó un prototipo denominado Talgo 350, formado por una locomotora de 4000 kW con motorización Bombardier y seis coches, un semitren prototipo de lo que sería la serie 102. El prototipo efectuó diversas pruebas con éxito y se presentó al concurso para los trenes de la línea Madrid-Barcelona en 2001. Talgo se adjudicó 16 composiciones de la serie 102 compuestas todas ellas por dos locomotoras extremas y 12 coches intermedios. Posteriormente, en 2004, vendió 30 composiciones más de la serie 112, evolución de la anterior. 
El peculiar morro aerodinámico de estos trenes, similar a la forma del pico y la cabeza de un pato, ha hecho que se les conozca habitualmente como "patos". Por extensión, los Talgo 250 reciben en los círculos ferroviarios el mote de "patitos".
La principal diferencia entre las serie 102 y 112 es el número de plazas, 318 en la primera y 365 en la segunda. Esta diferencia se consigue añadiendo una fila de asientos por coche, al suprimir el galley (almacén de carritos de comida) del último coche, reducir la anchura de los respaldos, instalar unos equipos de aire acondicionado más compactos y cambiar los 3 coches de Preferente por 2 de Turista y uno de Club. Hecho que, junto al mayor aprovechamiento del coche adaptado a viajeros con sillas de ruedas, explica el aumento de plazas. De esa manera disminuye el precio por plaza del tren y aumentan los ingresos de la explotadora, siendo la tendencia imperante en el ferrocarril.

## Avril

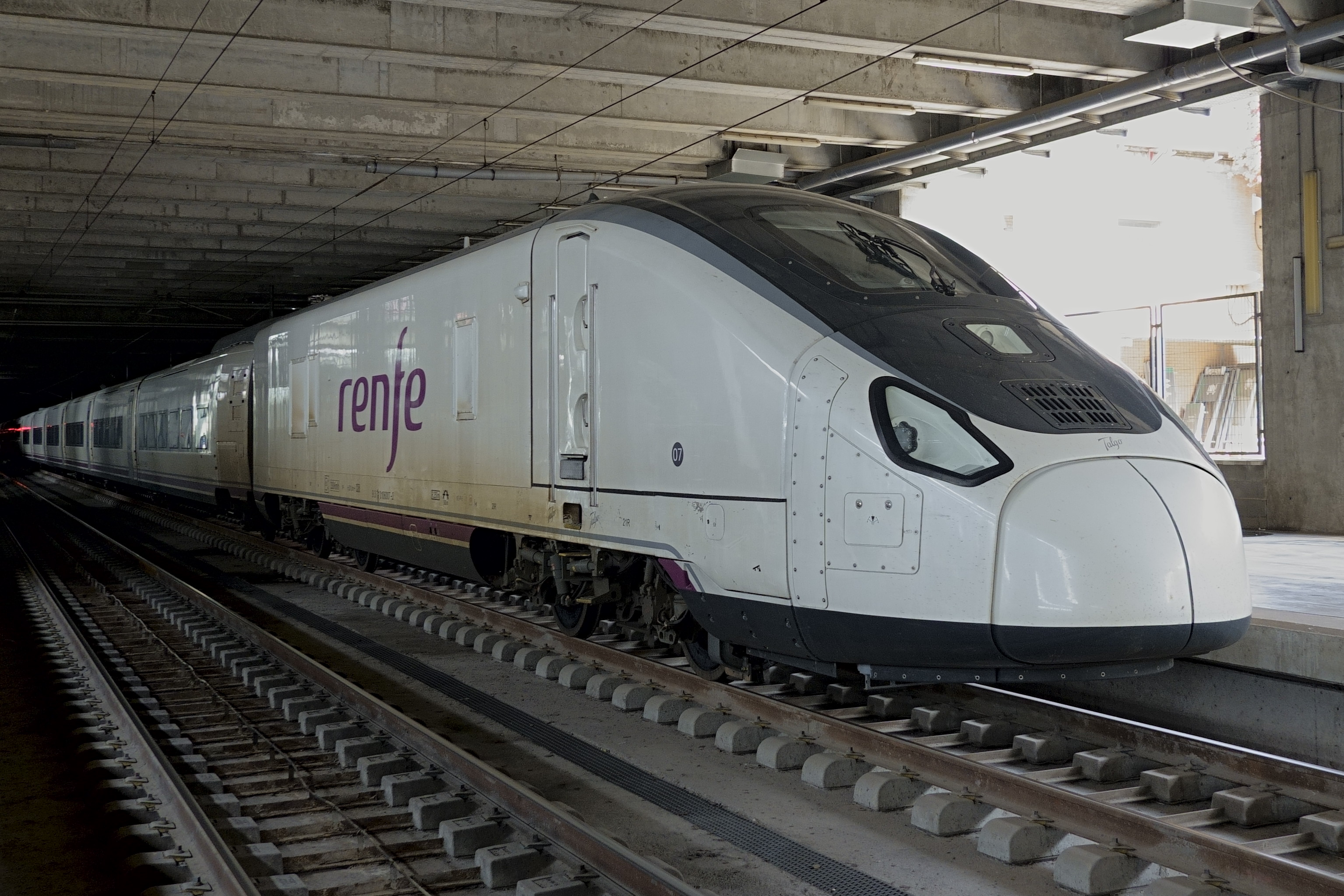
Serie 106 de Renfe (Talgo Avril) en la estación de Córdoba

El Avril G3 es la serie más actual, cuyo prototipo se encuentra en fase de pruebas en vía. Se trata de unidades diseñadas para transportar 590 pasajeros a 330 km/h. Sus principales ventajas son la utilización del sistema Talgo (tren ligero, articulado, remolques bajos y con piso bajo) y la disponibilidad de una gran variedad de configuraciones que le permiten operar en mercados muy diferentes: versiones de ancho fijo o variable, de tracción eléctrica, diésel o dual (híbrida), de caja ancha (asientos 3+2) o normal, incluso versiones pendulares, aunque solo con caja normal.

La segunda generación fue denominada Avril G4. Este tren será en un futuro una versión mejorada de su antecesor Avril G3, con más capacidad para transportar viajeros gracias a la tracción distribuida en los seis bojes compartidos situados en los tres coches de cada extremo.

## Talgo 8

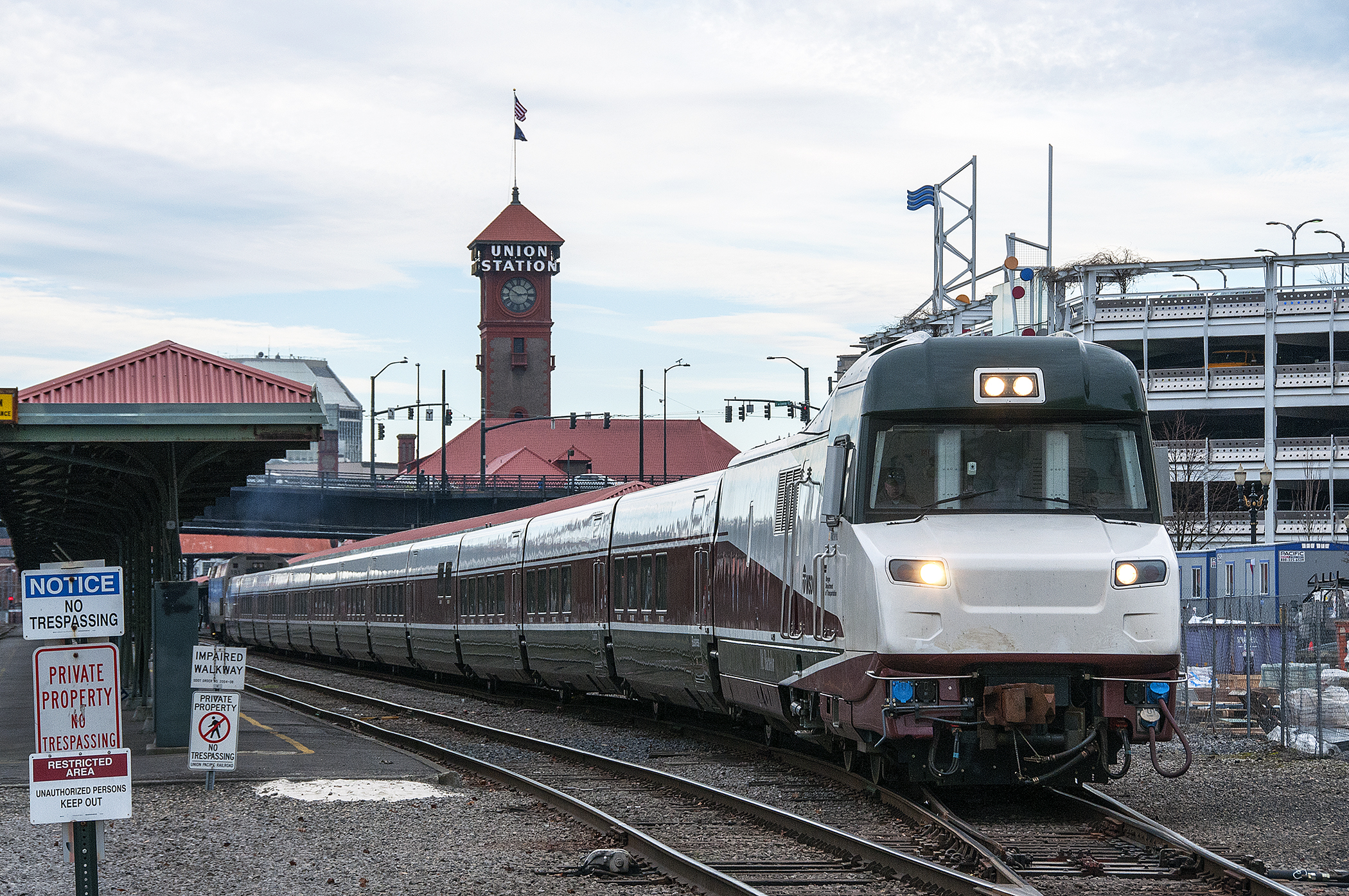
Talgo Serie 8 Cascades de Amtrak (Estados Unidos)

Es una serie de composiciones sin tracción derivadas del Talgo 7, con remolque-cabina, y diseñada para los Estados Unidos cumpliendo con su normativa (Crash energy management, CEM, y Crashworthiness). Consta de dos composiciones que recorren la relación Eugene-Vancouver para Amtrak y otras dos compradas por el estado de Wisconsin para Chicago–Milwaukee. Finalmente no fueron compradas por el estado de Wisconsin. En 2022, Nigeria adquirió las dos unidades para un servicio de cercanías en Lagos (Metro de Lagos).

## Talgo 9

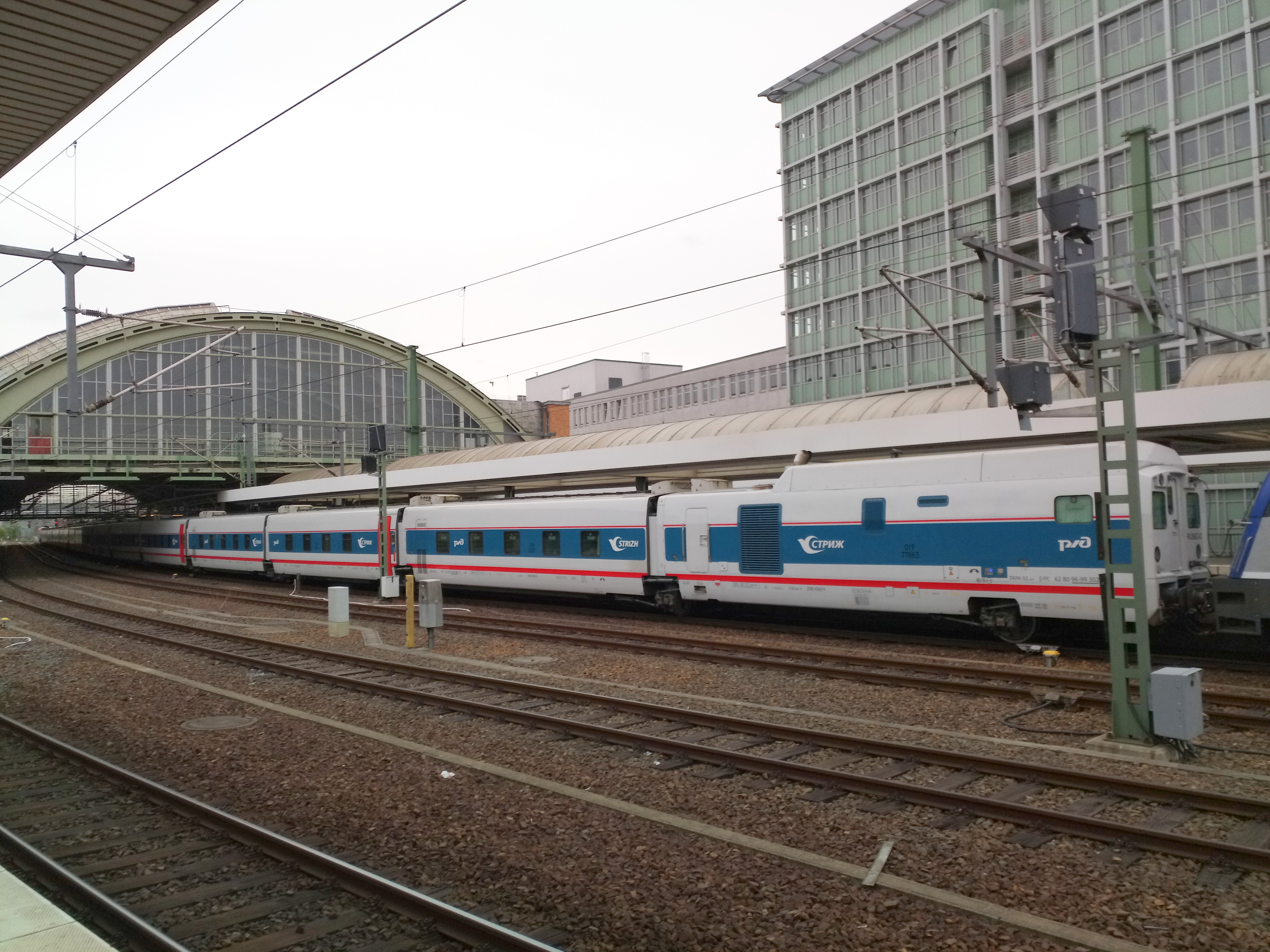
Ramas Talgo 9 Strizh para RZhD (Rusia).

Es una serie de composiciones sin tracción derivada del Talgo 6 y diseñada para la Unión Aduanera: Federación Rusa, Kazajistán y Bielorrusia, cumpliendo con su normativa GOST y los requerimientos necesarios para muy bajas temperaturas. Está compuesta por 420 coches cama y 619 coches cama de caja ancha, todo ello con ancho fijo ruso de 1520 mm.

## Cercanías y regionales

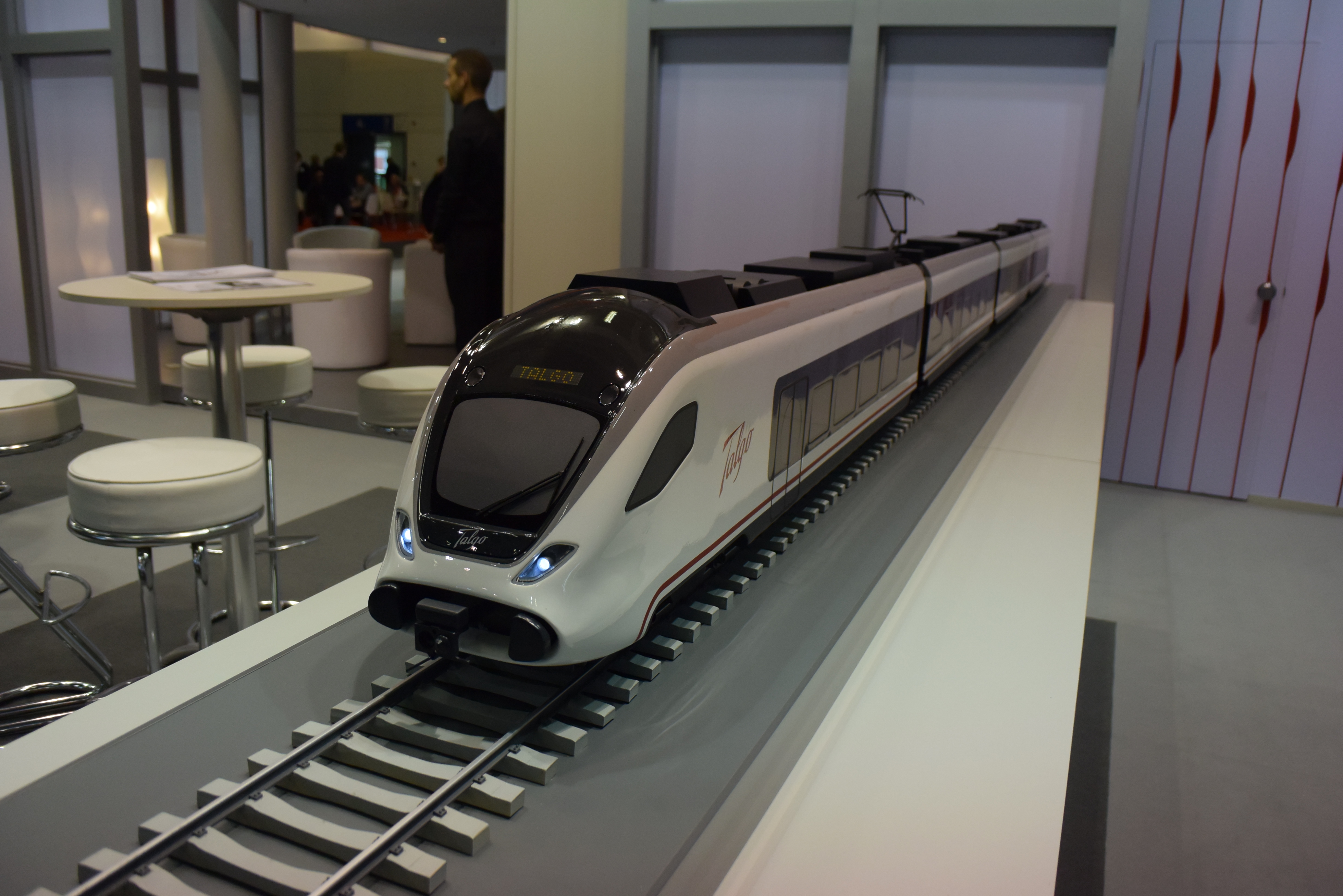
Modelo para Cercanías y Regionales de Talgo.

Es una nueva serie de trenes, cuya maqueta fue presentada en InnoTrans 2014. Tendrá una velocidad máxima de 160 km/h, una puerta por costado para servicios regionales y dos para cercanías, todas ellas a la altura de los andenes (cota de 550 mm sobre el suelo).
La unidad de cuatro coches, con una longitud de 78 metros, tendrá una capacidad estándar, aunque configurable, de 190 pasajeros sentados y 320 de pie para cercanías y de 212 sentados y 250 de pie para media distancia.
La principal novedad son los «birrodales» (o running gears), basados en los de la cafetería de la serie 7, en la que cada coche tiene un rodal en cada extremo. De esta forma los rodales están juntos como si fueran un bogie compartido y todos los coches descansan sobre dos rodales que soportan un peso de hasta 21 toneladas. La excepción estará en los coches extremos, que tendrán un boje motorizado y un rodal (configuración BT). Así pues, la disposición de ejes para una composición de cuatro coches sería Bo’2’2’2'Bo’.
Los ferrocarriles kazajos mostraron interés en este nuevo producto.

## Exportaciones
- Francia: desde 1991 hasta 2013 hubo 4 composiciones (sin tracción) Trenhotel (77 coches) T-VI para Elipsos-Francia, para 200 km/h.
- Alemania: desde 1994 hasta 2009, seis composiciones (150 coches) T-VI para InterCityNight, que circulaban a 160 km/h por carecer de patines electromagnéticos. En 2019 se firma un contrato de venta de 23 trenes del modelo Talgo 230 (ECx), con posibilidad de llegar a 100 unidades, con la operadora alemana Deutsche Bahn.
- Estados Unidos: desde 1994 hasta el presente hay cinco composiciones (65 coches) T-VI-butacas, y dos composiciones (26 coches) Talgo 8 butacas. Seis son de Cascades (desde 1998) para Eugene (Oregón)-Vancouver (Canadá) y una para Los Ángeles-Las Vegas como refuerzos al Cascades por problemas con Union Pacific. Tres son del Estado de Washington, dos del de Oregón y las otras dos de Amtrak. Están limitados a 120 km/h por infraestructura, mientras que el resto de trenes de la línea está limitado a 105 km/h. También vendieron otras dos composiciones Talgo 8 butacas al Estado de Wisconsin que no fueron aceptadas por el nuevo gobernador y que han sido alquiladas a Calltrans (California) por cinco años para operar entre Los Ángeles y San Luis Obispo.[12]
- Kazajistán: desde 2001, para 200 km/h. Una composición Trenhotel T-VI en 2000 con 12 coches para Almaty-Chimkent, dos Trenhotel T-VI en 2003 con 44 coches para Almaty-Astaná, 420 coches camas Talgo 9 (2011/14) y 603 coches camas Talgo 9 de caja ancha (2016/2019)
- Bosnia-Herzegovina: desde 2010, nueve composiciones (81 coches) T-VII, 5 diurnas y 4 nocturnas para Sarajevo-Zagreb, Belgrado y Ljubliana. Solo llegaron a circular en pruebas por problemas con los países limítrofes y se anunció que serían alquiladas a Turquía,[13] aunque en mayo de 2016 se anunció su entrada en servicio en Bosnia en julio, así como que se retrasó por el mal estado de la infraestructura,[14] finalmente entraron en servicio a partir del 26 de septiembre de 2016.[15] Limitadas a 120 km/h por tracción.
- Uzbekistán: desde 2011, dos trenes Talgo 250 Afrosiyob para Uzbekistán de 9 coches, con ancho fijo ruso, para 250 km/h. En 2015 se contrataron otros dos trenes idénticos salvo en el número de coches: 11.[16]
- Rusia: desde el 1 de junio de 2015 circulan cuatro composiciones mixtas (butacas y camas) de ancho fijo ruso Talgo 9 entre Moscú y Nizhny Novgorod, aunque estaban destinadas para Moscú-Kiev. Tienen 414 plazas en 9 coches Turista, 2 Preferentes, 5 coches-cama, restaurante, cafetería y 2 generadores. También se han entregado y probado tres composiciones mixtas (butacas y camas) Talgo 9 para Moscú-Berlín de ancho variable, para 200 km/h.[17] Entrarán en servicio en diciembre de 2016.[18]
- Arabia Saudí: pendientes de entrega 36 trenes Talgo 350 para SRO (similar al S-112 pero con 13 coches), uno de los trenes es el VIP dual (híbrido) para la Casa Real, con opción de 23 trenes más), circularán entre Medina y La Meca (Línea de alta velocidad ferroviaria Haramain), a 300 km/h. También fueron adjudicados 6 trenes diésel para la línea Riad-Dammam, con 2 motores y 13 coches para 200 km/h,[19] pero SRO anuló el contrato.[20]
- Argentina: en 2009 se acordó vender 15 composiciones (105 coches) T-III y una composición (14 coches) T-III RD; posteriormente se anuló. En 2010 Renfe vendió 6 composiciones T-IV butacas y 17 coches más. Se enviaron 4 composiciones (36 coches) en 2012 para el servicio Buenos Aires-Mar del Plata. Limitados por infraestructura a 100 km/h. Dejaron de circular a los pocos meses por problemas con el gobierno argentino.[21]
- Italia: en 2011 se firmó el alquiler para 5 años por 17 millones de euros de 3 composiciones (60 coches) T-VII Trenhotel para Turín-Regio Calabria y Turín-Bari. Debido a los problemas económicos del operador Arenaways y a su posterior quiebra, nunca salieron de Barcelona.[22]
- Letonia: En el último trimestre de 2018, Talgo se adjudicó la fabricación de 32 trenes de cercanías y regionales VitTal por valor de 225 millones de euros para la operadora Pasazieru Vilciens.
- Egipto: En 2019, Talgo firmó un contrato con Egipto para la fabricación y mantenimiento de seis trenes de última generación, cuya entrega está prevista durante 2021 y 2022.[23]

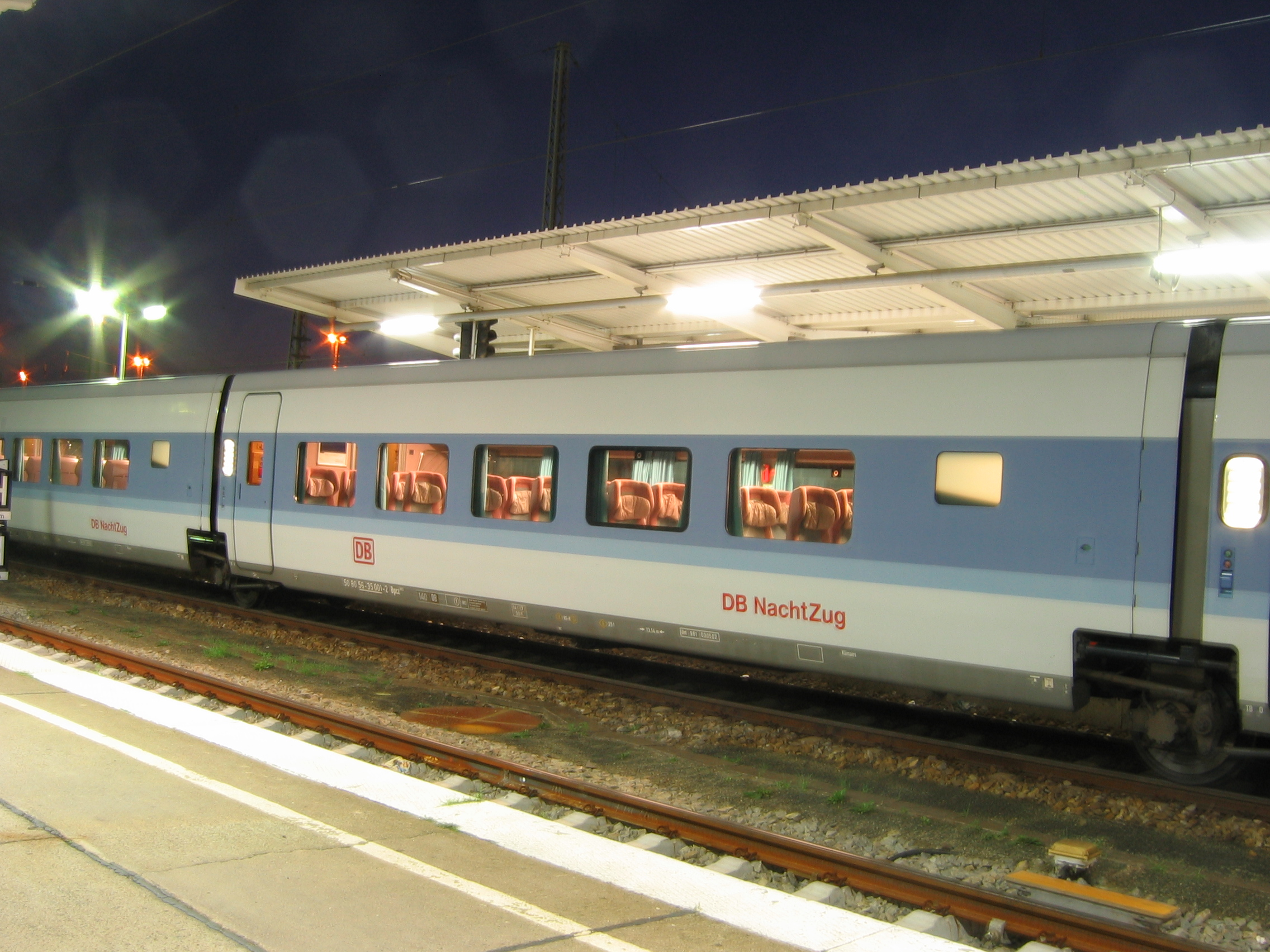
Ramas talgo VI para la Deutsche Bahn. (Alemania)
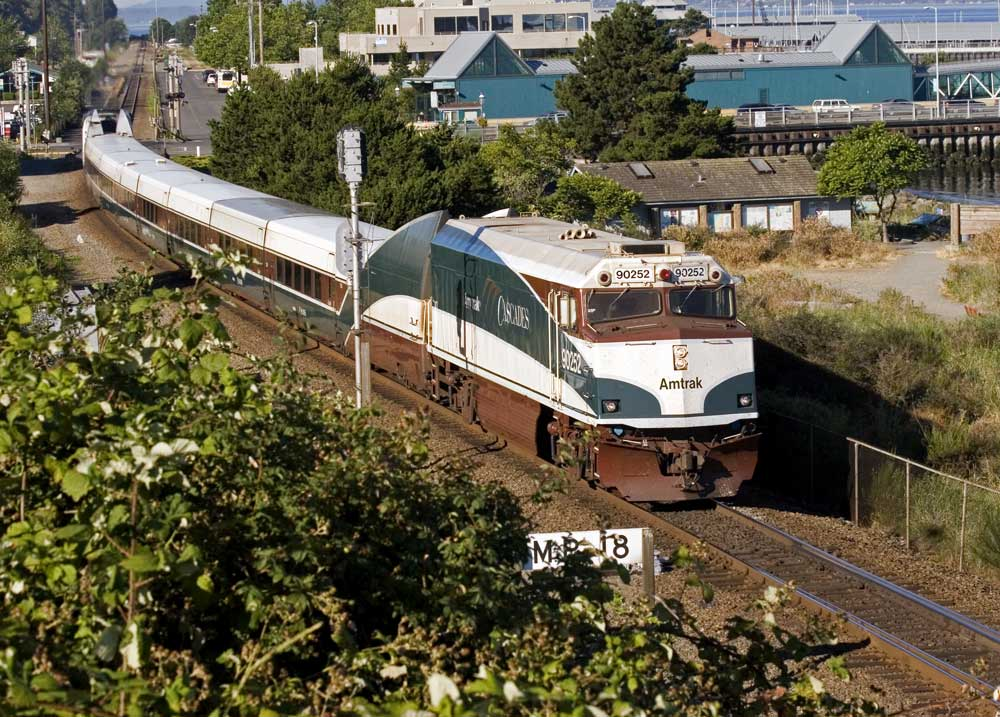
Talgo serie 6 Cascades de Amtrak. (Estados Unidos)
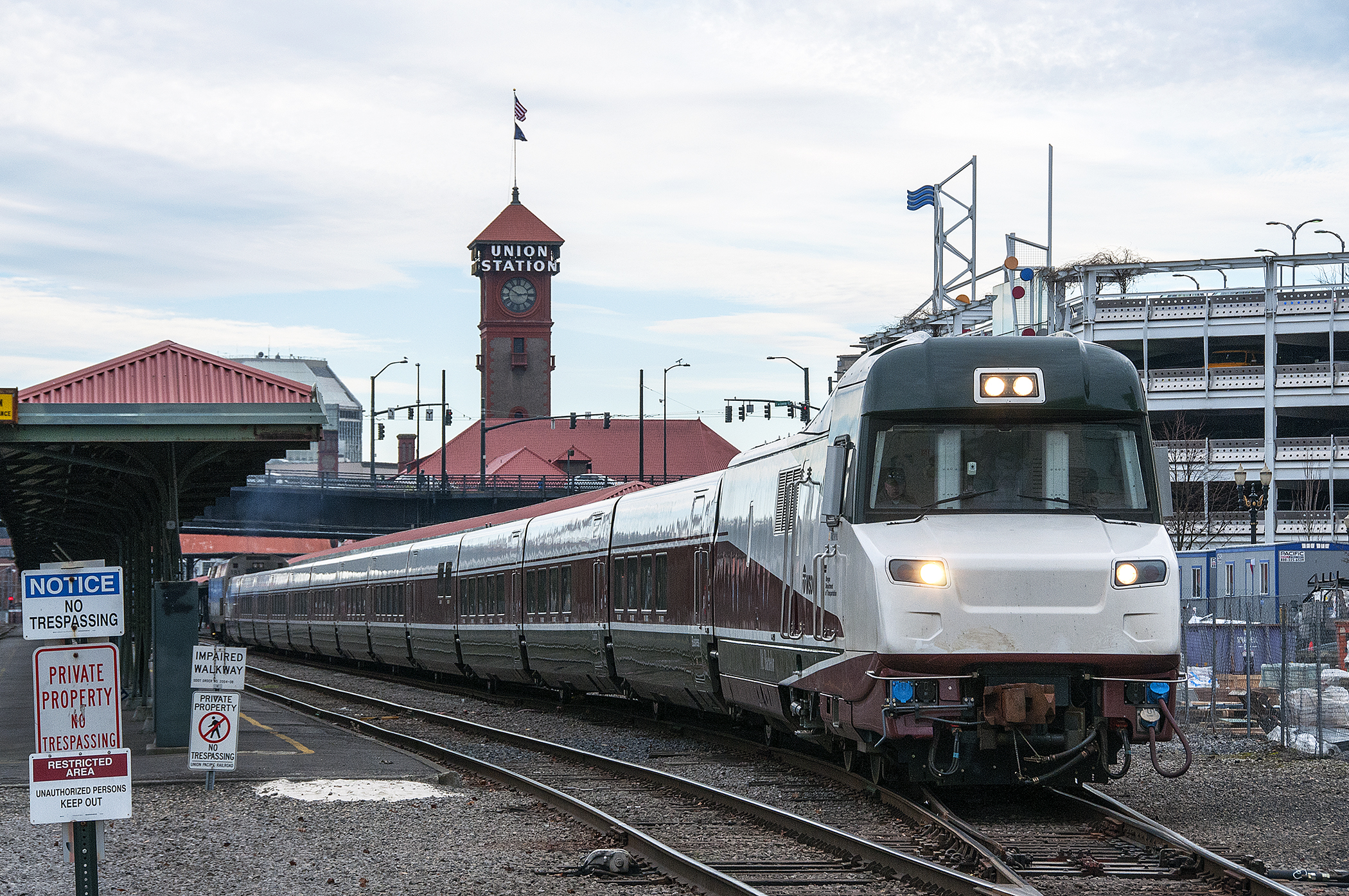
Talgo serie 8 Cascades de Amtrak. (Estados Unidos)
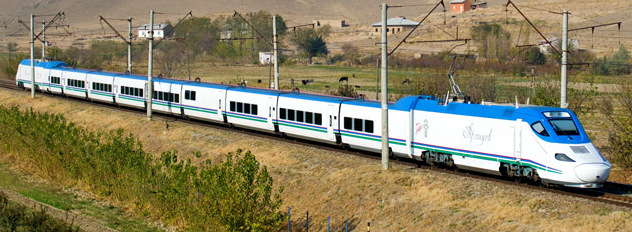
Talgo 250 Afrosiyob para Oʻzbekiston temir yoʻllari (Uzbekistán)
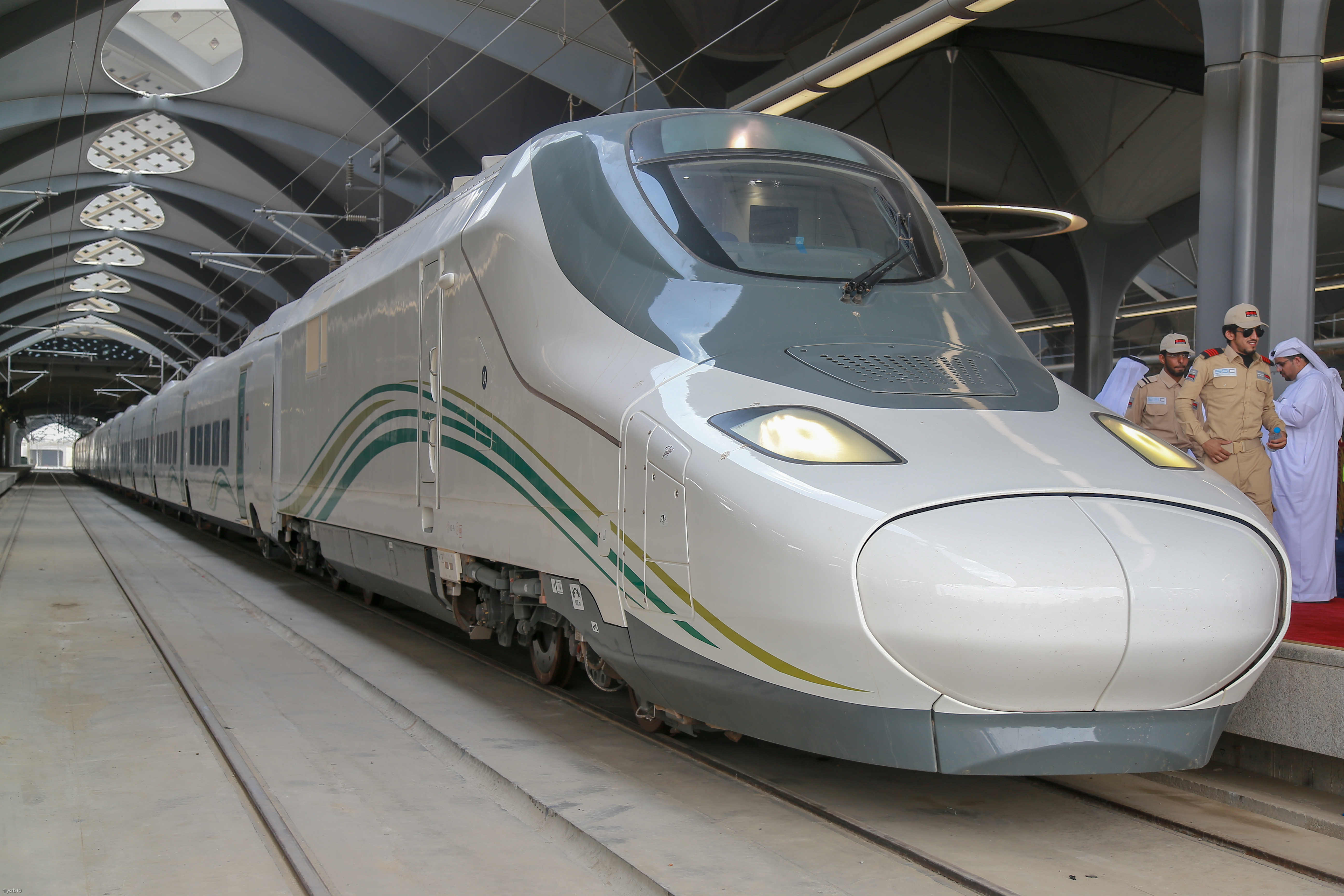
Talgo 350 Haramain para SRO. (Arabia Saudí).
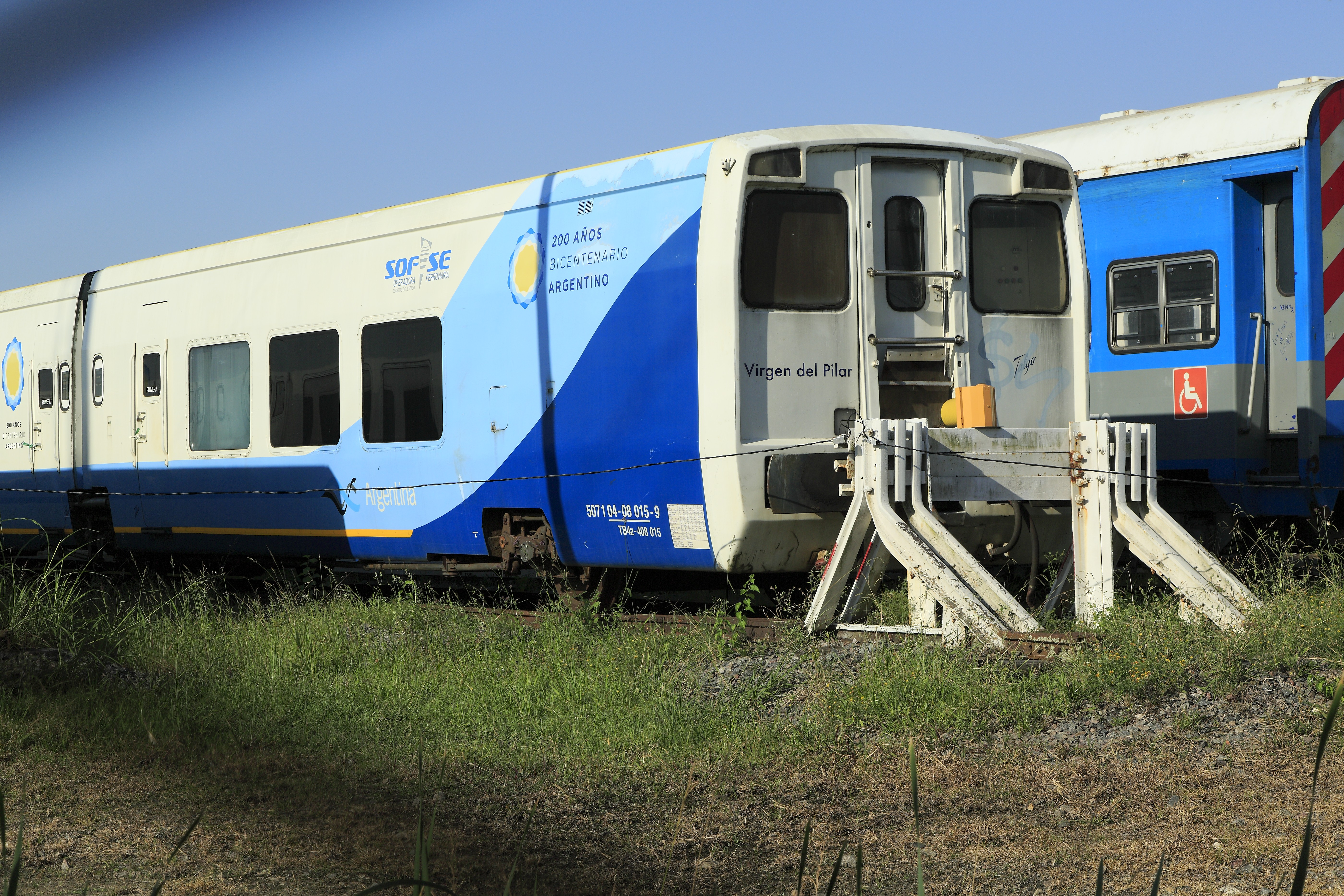
Ramas Talgo III para Trenes Argentinos. (Argentina)
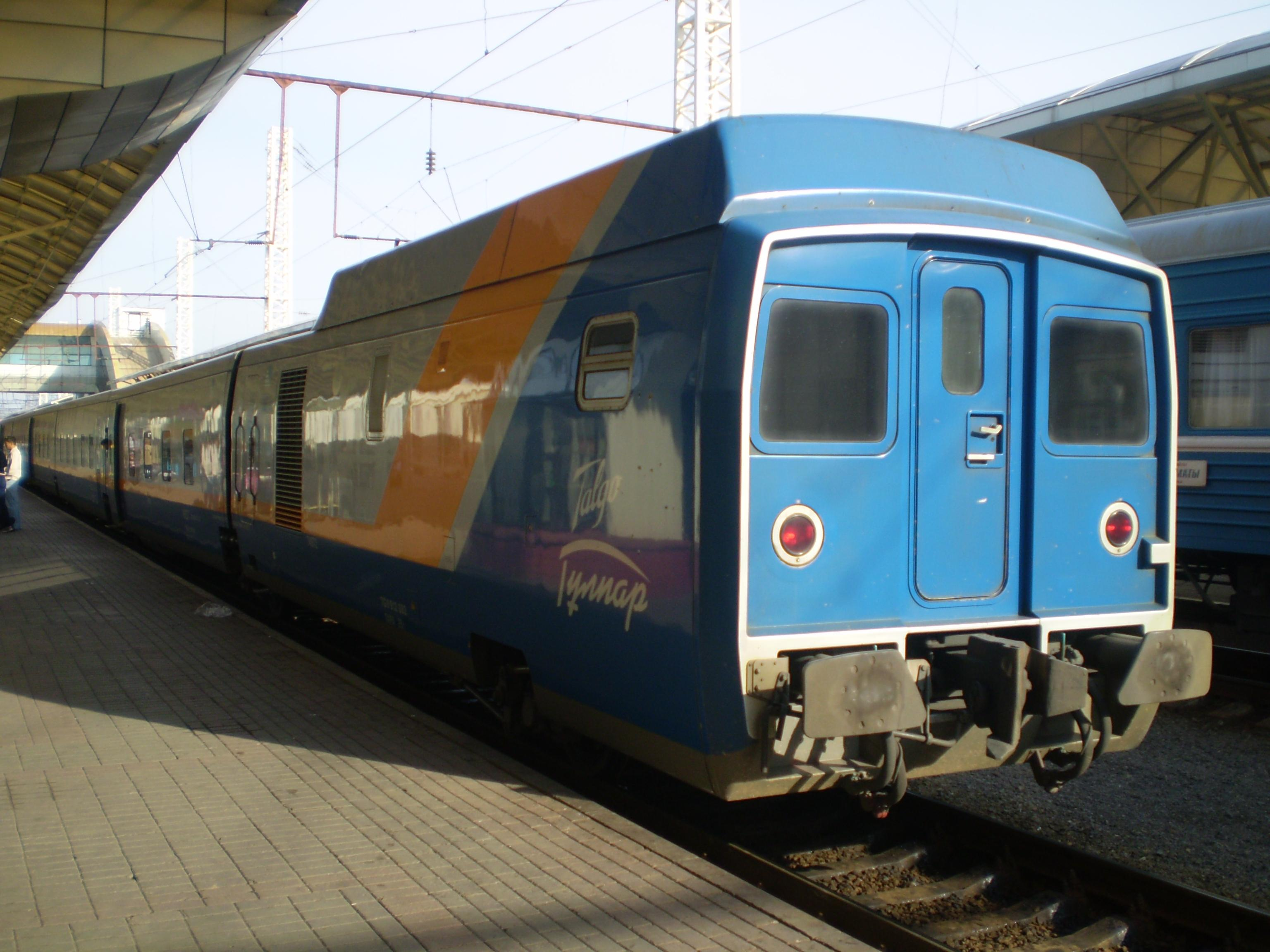
Rama Talgo 200 para Qazaqstan Temir Zholy (Kazajistán)

## Locomotoras
En origen, se crearon locomotoras especiales para remolcar los trenes Talgo. Estas locomotoras fueron construidas por Talgo, generalmente en colaboración con otras empresas ferroviarias especialistas en tracción. Además, el avance de la tecnología Talgo permitió utilizar otros tipos de locomotoras no diseñadas por Talgo para arrastrar este tipo de trenes.
Entre las locomotoras especialmente diseñadas por Talgo y sus colaboradores están las series 350, 352, 353, 354 de Renfe Operadora y Travca, prototipo de la 130, ninguno de ellos está actualmente en servicio. Además, existen los automotores Talgo 350 (102, 112 y SRO), Talgo 250 (130, 730 y Afrosiyob), Talgo AVRIL (106), Talgo XXI (355) y Talgo I que se componen de composiciones Talgo con cabezas tractoras especialmente fabricadas para estos trenes.
Entre las locomotoras convencionales que alguna vez arrastraron trenes Talgo en España están las series 250, 251, 269, 276, 279 y 289, mientras que las series 319, 333, 334, 252 continúan traccionando hasta el presente.
Al circular los trenes Talgo habitualmente en trenes internacionales, son muchas las locomotoras de otras empresas que dan tracción o la han dado a trenes Talgo: de SNCF, de Trenitalia o de CP, entre otras. Además, la exportación de composiciones Talgo a países como Estados Unidos, Alemania o Kazajistán ha hecho que también sean arrastrados por locomotoras de estos países.

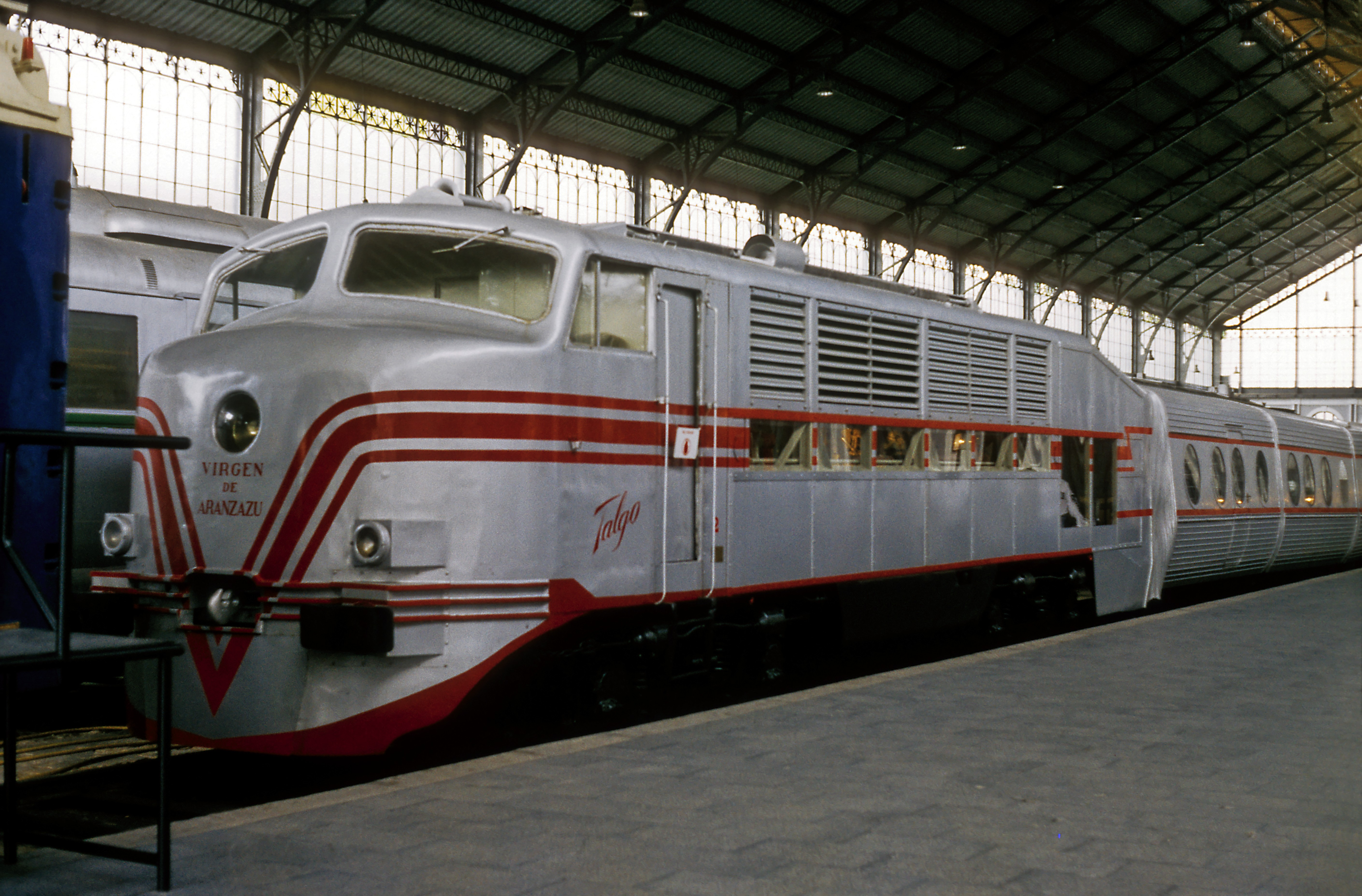
Locomotora de la serie 350.
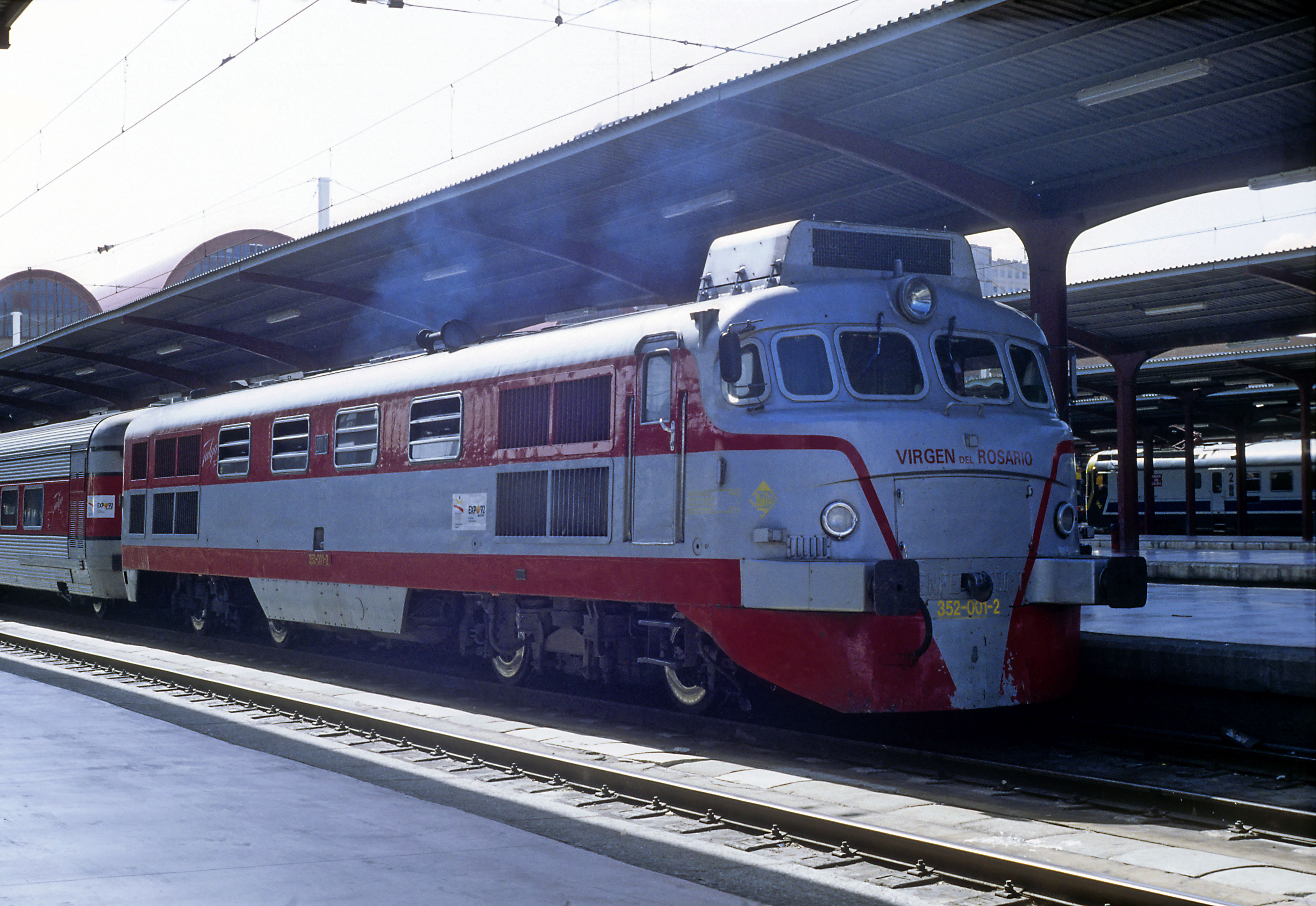
Locomotora de la serie 352.
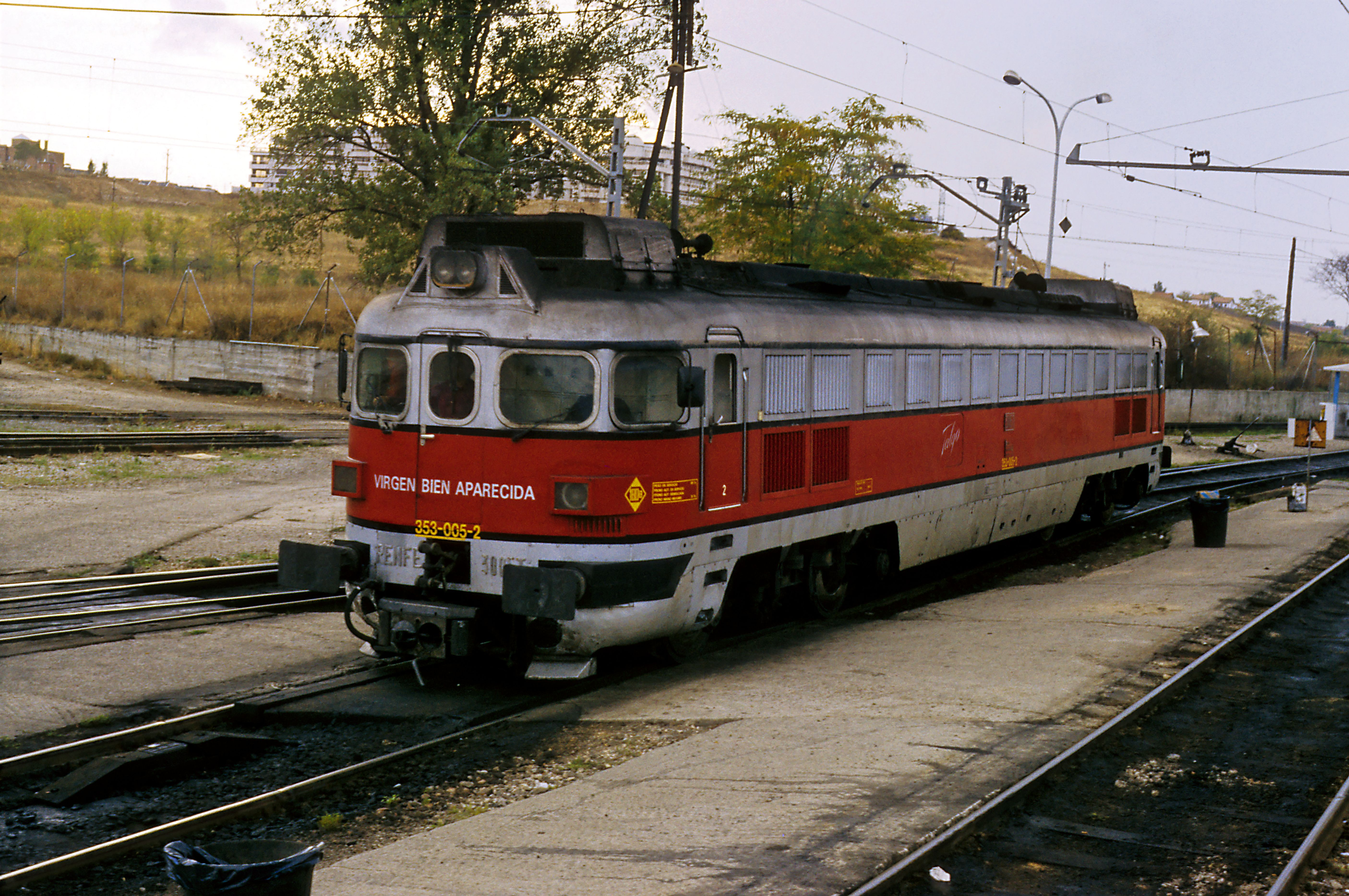
Locomotora de la serie 353.
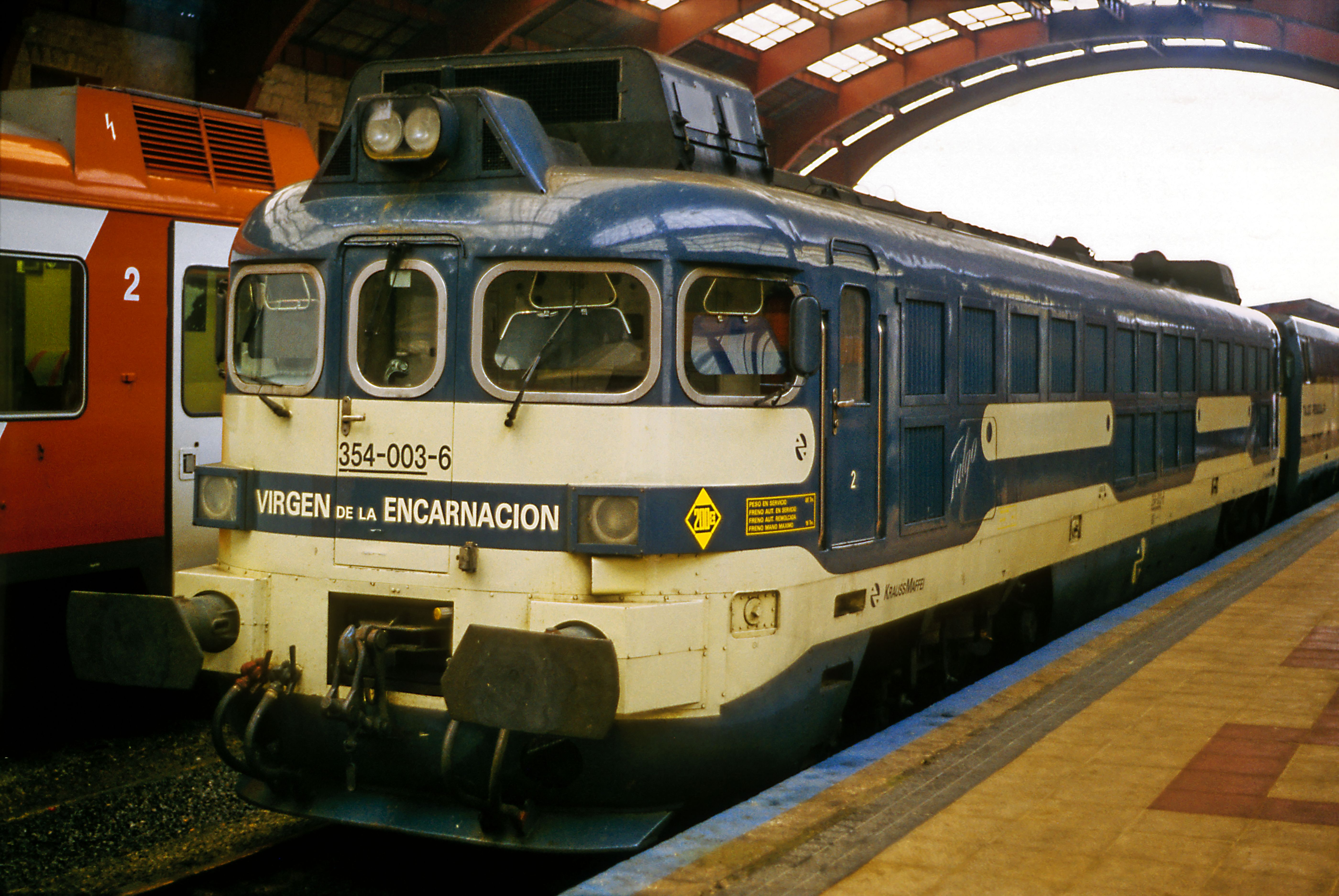
Locomotora de la serie 354.
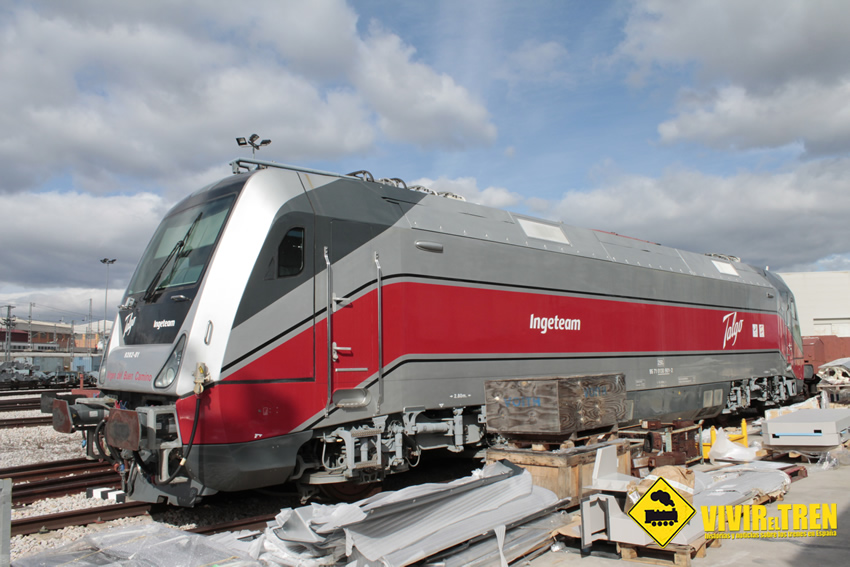
Locomotora L-9202 (Talgo Travca).

### Nombres de las locomotoras
Desde los inicios de la empresa las locomotoras han sido bautizadas con nombres de vírgenes
| Serie 350 (T) 350.001 Virgen del Pilar 350.002 Virgen de Aránzazu 350.003 Virgen de Begoña 350.004 Virgen de Montserrat, porque cubriría el trayecto a Barcelona Serie 352 (2000T) 352.001 Virgen del Rosario 352.002 Virgen Peregrina 352.003 Virgen del Perpetuo Socorro 352.004 Virgen del Camino 352.005 Virgen del Carmen 352.006 Virgen Santa María 352.007 Virgen de la Almudena 352.008 Virgen de la Soledad 352.009 Virgen de Gracia 352.010 Virgen de los Reyes Serie 353 (3000T) 353.001 Virgen de Lourdes 353.002 Virgen de Fátima 353.003 Virgen del Yugo 353.004 Virgen de la Paloma 353.005 Virgen de la Bien Aparecida | Serie 354 (4000T) 354.001 Virgen de Covadonga 354.002 Virgen de la Macarena 354.003 Virgen de la Encarnación 354.004 Virgen de Guadalupe 354.005 Virgen del Pilar 354.006 Virgen de Aránzazu 354.007 Virgen de Begoña 354.008 Virgen de Montserrat Serie 355 (BT) 355.001 Virgen del Rocío (Talgo XXI) 355.001 Virgen del Pilar (BT 1) 355.002 Virgen de los Reyes (Talgo XXI) 355.002 Virgen de Montserrat (BT 2) S-130/S-730/S-102/S-112 130.901 Virgen del Buen Camino TRAVCA 099.901 Virgen del Pilar A330 Séneca |

## Servicios
Los trenes de tipo Talgo han realizado multitud de servicios en diversos países, siempre de pasajeros y larga distancia. En el caso de España, los servicios eran conocidos inicialmente como Talgo, denominación que conservan algunos de ellos. Renfe Operadora utiliza composiciones Talgo en parte o la totalidad de sus servicios Altaria, Alvia, AVE, Euromed, Trenhotel y Talgo. Las series utilizadas son las siguientes:
| Servicio  | Tipo de servicio | Serie                                                                            |
| --------- | --- | -------------------------------------------------------------------------------- |
| Altaria   | Servicio diurno mediante ramas arrastradas que puede incluir tramos de alta velocidad y convencionales, mediante un cambiador de ancho | Talgo 4 y Talgo 6                                                                |
| Alvia     | Servicio diurno mediante automotores que incluye tramos de alta velocidad y convencionales, mediante un cambiador de ancho             | Talgo 250 (en composiciones serie 130) y Talgo 250h (en composiciones serie 730) |
| AVE       | Servicios diurnos de alta velocidad | Talgo 350 (en composiciones serie 102 y 112)                                     |
| Euromed   | Servicios diurnos rápidos mediante automotor a través del Corredor Mediterráneo                                                        | Talgo 250 (en composiciones serie 130)                                           |
| Trenhotel | Servicios nocturnos mediante ramas remolcadas que disponen de compartimentos de camas y asientos                                       | Talgo 4, Talgo 5, Talgo 6 y Talgo 7                                              |
| Talgo     | Servicios diurnos mediante ramas remolcadas a través de líneas convencionales                                                          | Talgo 4 y Talgo 6                                                                |

Anteriormente algunos de estos servicios fueron operados con composiciones de series diferentes.